# Timbu
Timbu o Timbú (en tibetano: ཐིམ་ཕུག།; en dzongkha: ཐིམ་ཕུ, AFI: [tʰim˥.pʰu˥], Thimphu) es la capital y mayor ciudad del Reino de Bután y del distrito homónimo. Según el censo de 2017, cuenta con una población estimada de 114 551 habitantes. La urbe constituye el mayor centro económico del país, ya que representa un 45 % del producto interior bruto nacional. Es una de las capitales a mayor altitud del mundo, después de ciudades como Quito y Sucre.
Pese a que en 1952 fue designada como capital, no fue hasta 1962 que adquirió este estatus oficialmente. A partir de ese año, el desarrollo urbano de las aldeas dispersas del valle avanzó lentamente hacia una ciudad dividida en varios barrios, con servicios comerciales, oficinas y zonas residenciales que cubren las necesidades de los ciudadanos. En 2003, el Consejo de Ministros aprobó el Plan de Estructura de Timbu, programado para finalizar en 2027, con el objetivo de controlar la expansión urbanística, proteger la ecología de la región ante el aumento de automóviles y disminuir la presión sobre la infraestructura de salud pública en la zona céntrica.
Timbu es la quinta capital más alta del mundo —la tercera dependiendo de la fuente y otras mediciones—, con una altitud que oscila entre los 2248 y los 2648 metros. El eje de la ciudad viene dado por la topografía del valle de Timbu y por el cauce del río Wang (Wang Chhu). La situación geográfica de la zona, en el lado de sotavento de la montaña circundante, implica la presencia predominante de coníferas y la falta relativa de humedad. A su vez, presenta un clima de montaña subtropical, con influencia de los monzones entre junio y septiembre.
Como centro político del reino, alberga la mayoría de los edificios gubernamentales, como el Parlamento Nacional, el Real Tribunal de Justicia y la residencia oficial del Druk Gyalpo («Rey Dragón»), el Palacio de Dechencholing. Desde 1995, la Corporación Municipal de Timbu dirige la administración local, con un Thrompon (alcalde) como gobernador.
La arquitectura tradicional de Bután encuentra algunos de sus exponentes en Timbu: el dzong Tashichoe, el chörten conmemorativo o el monasterio Tango son ejemplos relevantes del patrimonio monumental. Por otra parte los edificios modernos, construidos tras convertirse en capital, presentan una fusión de estructuras contemporáneas con motivos típicos del país, como la Biblioteca Nacional. En cuanto al plano cultural, la ciudad acoge el festival tsechu anualmente entre septiembre u octubre; esta danza de máscaras budista es un evento que atrae visitantes de los distritos aledaños. La ciudad también alberga el Instituto Nacional de Zorig Chosum, el mayor centro de enseñanza artística del reino, que instruye el Zorig Chosum, las «trece artes y oficios de Bután». En el ámbito del ocio, el timbuense Estadio Changlimithang es el campo deportivo más grande del país; en este se celebran torneos de tiro con arco, el deporte nacional.
El aeropuerto de Paro es el más próximo, encontrándose a unos 54 km de la capital. En cuanto al tráfico terrestre, desde 1999 el Servicio de Autobús Urbano dirige los vehículos, rutas y paradas del transporte público local. Respecto al trazado urbano, la mayoría de las calles principales son anchas y se alinean en dirección norte-sur paralelamente al río. El punto de entrada se ubica en la zona meridional de la ciudad tras cruzar un puente de madera, mientras que al sur se localiza la carretera que conecta la urbe con Paro, Punakha, Wangdue Phodrang y Trongsa.

## Historia

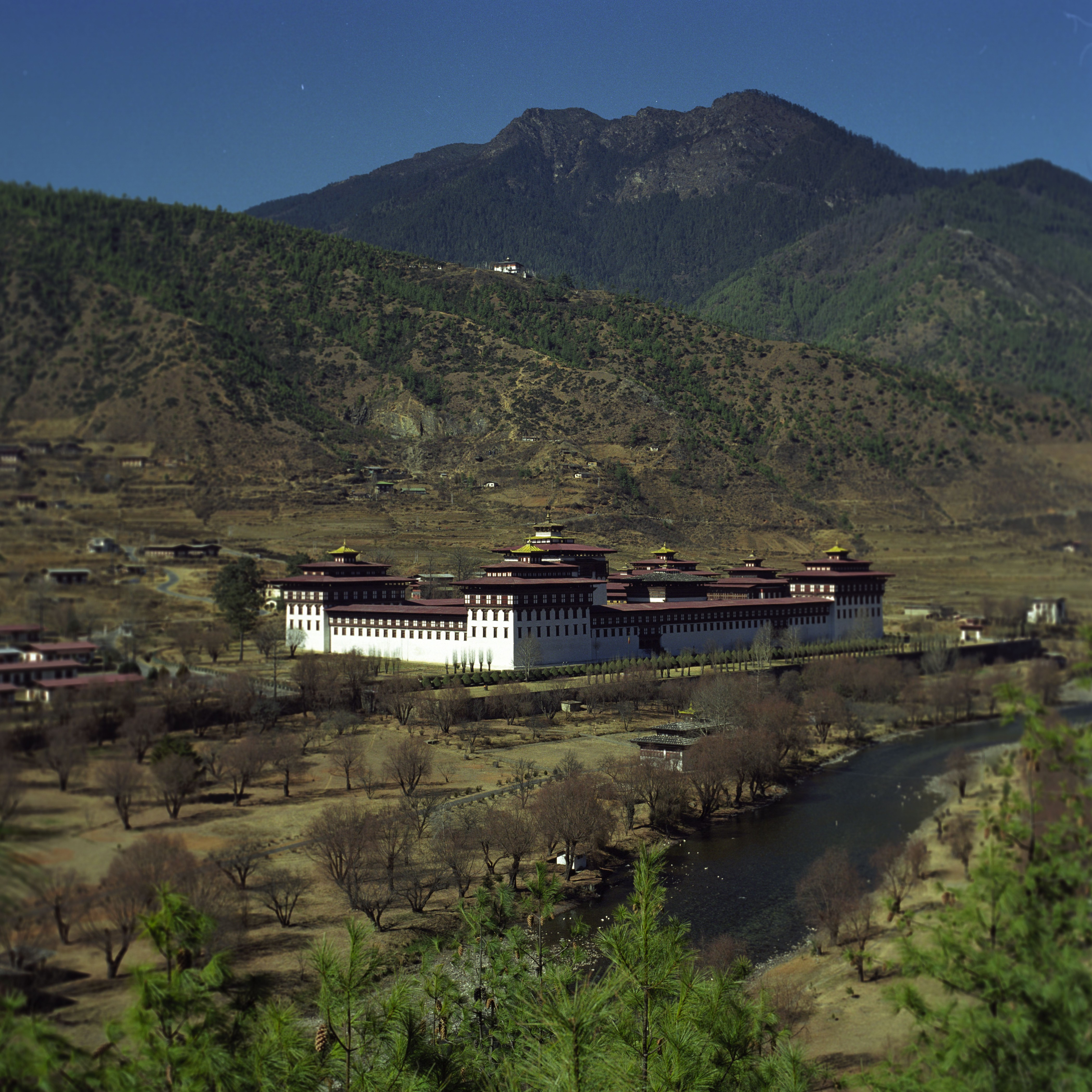
Vista del dzong Tashichoe.
El monasterio-fortaleza del siglo, situado en el extremo norte de la ciudad, ha sido la sede del gobierno de Bután desde 1952.

Antes de 1960, el área consistía en un grupo de aldeas dispersas por el valle, entre ellas Motithang, Changangkha, Changlimithang, Langchupakha y Taba, algunas de las cuales constituyen los distritos de la ciudad hoy en día. En 1885, se desarrolló una batalla en el lugar del actual campo de deportes Changlimithang: la victoria abrió el camino a Ugyen Wangchuck, el primer rey de Bután, a controlar prácticamente todo el país. Tras este evento la zona del campo de deportes ha sido de importancia para la capital. El moderno estadio Changlimithang fue construido en el lugar en 1974, y desde entonces se utiliza principalmente para partidos de fútbol, cricket y competiciones de tiro con arco. Bajo la dinastía Wangchuck, el país sostuvo paz y progreso bajo los sucesivos monarcas reformistas. De esta manera, el tercer rey, Jigme Dorji Wangchuck, renovó los viejos sistemas feudales mediante la abolición de la servidumbre, la redistribución de la tierra y la reforma de la fiscalidad, además de instaurar cambios ejecutivos, legislativos y judiciales. Las reformas continuaron y en 1952 se tomó la decisión de trasladar la capital de Punakha a Timbu, pero no fue hasta 1962 que se convirtió en la sede de la nación. El cuarto rey, Jigme Singye Wangchuck, abrió el país para el desarrollo y la India dio el impulso económico y asistencial necesario en este proceso.
Bután se unió al Plan Colombo en 1962, a la Unión Postal Internacional en 1969 y se convirtió en miembro de las Naciones Unidas en 1971. La presencia de las misiones diplomáticas y organizaciones internacionales de financiamiento en Timbu resultó en la rápida expansión de la ciudad como metrópoli.
Jigme Singye, que estableció la Asamblea Nacional en 1953, delegó todos los poderes ejecutivos a un consejo de ministros elegidos por el pueblo en 1998; posteriormente se introdujo un sistema de votación de desconfianza en el rey, que facultaba al Parlamento para eliminar al monarca en la toma de decisiones. El Comité Nacional de la Constitución en Timbu comenzó la redacción de la Constitución del Reino de Bután en 2001. Cuatro años más tarde, el cuarto monarca anunció su decisión de entregar las riendas del reino a su hijo, el príncipe Jigme Khesar Namgyel Wangchuck. La coronación se celebró en el reformado estadio nacional y coincidió con el centenario del establecimiento de la dinastía Wangchuck. Este evento allanó el camino en 2008 para la transición de un régimen monárquico absoluto a una monarquía parlamentaria constitucional democrática, con Timbu como sede del nuevo gobierno, y con el objetivo definido de lograr la «felicidad nacional bruta» (FNB) concomitante con el crecimiento del producto nacional bruto (PNB).

## Geografía y clima

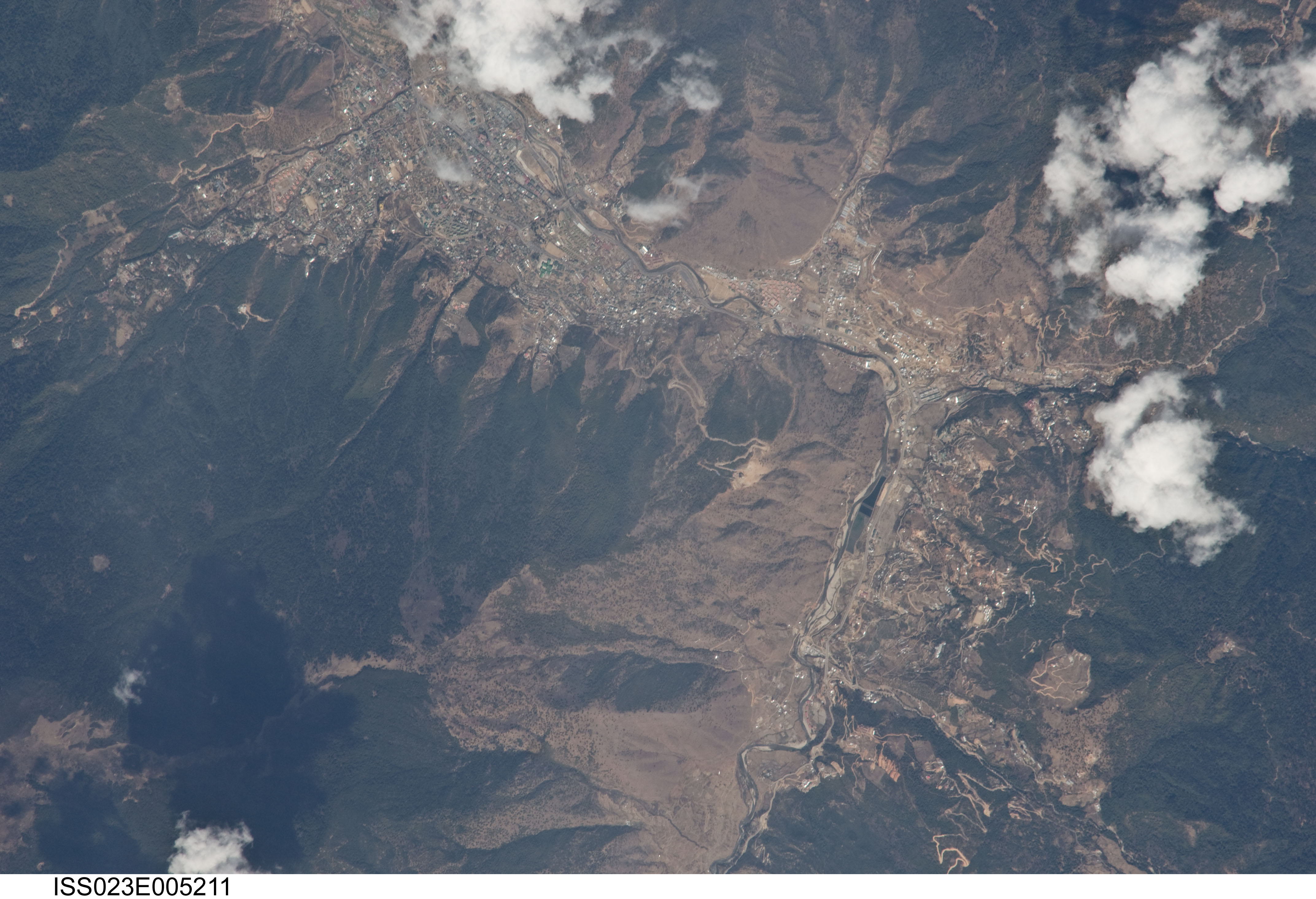
Vista aérea de Timbu y el terreno circundante.

Timbu está situado en el estrecho valle del río Raidāk, que también se conoce como el río Timbu (Timbu Chuu) y el río Wang (Wang Chuu) en sus cursos bajos. Mientras que las colinas circundantes se encuentran en un rango altitudinal de 2000 a 3800 metros, la ciudad en sí presenta un rango que varía entre 2248 y 2648 m. El clima templado cálido predomina entre los 2000 a 3000 m y la zona templada fría entre 3000 a 3800 m: son estas dos variaciones de altitud y clima las que determinan las zonas habitables y la vegetación regional. El valle está cubierto de bosques y se extiende hacia el norte y el oeste, mientras que en el extremo sur de la ciudad el puente Lungten Zampa conecta las orillas este y oeste del río Wang, que atraviesa el centro de la población.
El río Raidāk nace en los campos de nieve del Himalaya a una altitud de unos 7000 metros y presenta muchos afluentes que fluyen desde los picos de la cordillera, que dictan en gran medida la topografía del valle de Timbu. Este está delimitado por un escarpado sistema montañoso oriental que se eleva desde el lecho del río y una topografía gradualmente inclinada, que se extiende desde Dechencholing y Simtokha, en las orillas occidentales del Raidāk. La orientación norte-sur de las cadenas montañosas del valle implica que la ciudad está expuesta a los vientos húmedos del monzón que envuelven el interior del Himalaya y sus depresiones inferiores. Por otra parte, los lados de barlovento y sotavento de las cordilleras presentan diferentes patrones de vegetación, que dependen de la incidencia variable de lluvia en ambos lados. El valle de la ciudad, que se encuentra en el lado de sotavento de las montañas, es relativamente seco y alberga un tipo diferente de vegetación en comparación con el lado de barlovento, por lo que el tipo de árboles predominantes en la ciudad son las coníferas. En cambio Punakha, la antigua capital de Bután, ubicada en el lado de barlovento, cuenta con árboles de hoja ancha que dominan la topografía.
De acuerdo con la clasificación climática de Köppen, la ciudad experimenta un clima de montaña subtropical influenciado por los monzones: las lluvias provenientes del suroeste se producen entre mediados de abril y septiembre. Los relámpagos y los truenos a menudo preceden a las lluvias en la región, con nubes cumulonimbus y precipitaciones ligeras que dominan el clima. Los diluvios monzónicos continuados provocan deslizamientos de tierra y el bloqueo de carreteras, mientras que los arroyos y ríos aumentan su caudal y transportan numerosas cantidades de escombros de los bosques. Los charcos profundos, el lodo espeso y los corrimientos de tierra a lo largo de los caminos forman barreras para el transporte. El clima invernal de la zona es marcado por vientos fríos, bajas temperaturas en la noche y moderadas durante el día, nubosidad, chubascos ligeros y nevadas. La niebla causa poca visibilidad, lo que representa una amenaza para el tráfico de vehículos en la capital. En contraste, la primavera se caracteriza por vientos violentos y cielos relativamente despejados.
| Parámetros climáticos promedio de Timbu | Parámetros climáticos promedio de Timbu | Parámetros climáticos promedio de Timbu | Parámetros climáticos promedio de Timbu | Parámetros climáticos promedio de Timbu | Parámetros climáticos promedio de Timbu | Parámetros climáticos promedio de Timbu | Parámetros climáticos promedio de Timbu | Parámetros climáticos promedio de Timbu | Parámetros climáticos promedio de Timbu | Parámetros climáticos promedio de Timbu | Parámetros climáticos promedio de Timbu | Parámetros climáticos promedio de Timbu | Parámetros climáticos promedio de Timbu |
| Mes                                     | Ene.                                    | Feb.                                    | Mar.                                    | Abr.                                    | May.                                    | Jun.                                    | Jul.                                    | Ago.                                    | Sep.                                    | Oct.                                    | Nov.                                    | Dic.                                    | Anual                                   |
| --------------------------------------- | --------------------------------------- | --------------------------------------- | --------------------------------------- | --------------------------------------- | --------------------------------------- | --------------------------------------- | --------------------------------------- | --------------------------------------- | --------------------------------------- | --------------------------------------- | --------------------------------------- | --------------------------------------- | --------------------------------------- |
| Temp. máx. abs. (°C)                    | 20.6                                    | 21.8                                    | 23.1                                    | 26.2                                    | 28.2                                    | 29.5                                    | 30.0                                    | 29.8                                    | 27.4                                    | 26.1                                    | 24.3                                    | 20.0                                    | 30.0                                    |
| Temp. máx. media (°C)                   | 12.3                                    | 14.4                                    | 16.4                                    | 20.0                                    | 22.5                                    | 24.4                                    | 24.9                                    | 25.0                                    | 23.1                                    | 21.9                                    | 17.9                                    | 14.5                                    | 19.8                                    |
| Temp. media (°C)                        | 4.9                                     | 7.5                                     | 10.2                                    | 13.6                                    | 17.8                                    | 19.8                                    | 20.2                                    | 20.4                                    | 19.1                                    | 16.2                                    | 11.5                                    | 6.7                                     | 13.6                                    |
| Temp. mín. media (°C)                   | −2.6                                    | 0.6                                     | 3.9                                     | 7.1                                     | 13.1                                    | 15.2                                    | 15.4                                    | 15.8                                    | 15.0                                    | 10.4                                    | 5.0                                     | −1.1                                    | 8.0                                     |
| Temp. mín. abs. (°C)                    | -21.0                                   | -19.6                                   | -12.8                                   | -5.4                                    | 0.6                                     | 4.5                                     | 7.0                                     | 6.1                                     | 2.4                                     | -3.2                                    | -9.1                                    | -14.5                                   | -21.0                                   |
| Precipitación total (mm)                | 15                                      | 41                                      | 23                                      | 58                                      | 122                                     | 246                                     | 373                                     | 345                                     | 155                                     | 38                                      | 8                                       | 3                                       | 1427                                    |
| Días de lluvias (≥ 0.1 mm)              | 3                                       | 5                                       | 4                                       | 7                                       | 12                                      | 19                                      | 19                                      | 17                                      | 16                                      | 9                                       | 3                                       | 2                                       | 116                                     |
| Horas de sol                            | 75                                      | 59                                      | 116                                     | 171                                     | 181                                     | 200                                     | 208                                     | 216                                     | 189                                     | 144                                     | 122                                     | 76                                      | 1757                                    |
| Fuente: Weatherbase                     |                                         |                                         |                                         |                                         |                                         |                                         |                                         |                                         |                                         |                                         |                                         |                                         |                                         |

### Reserva del takín de Motithang

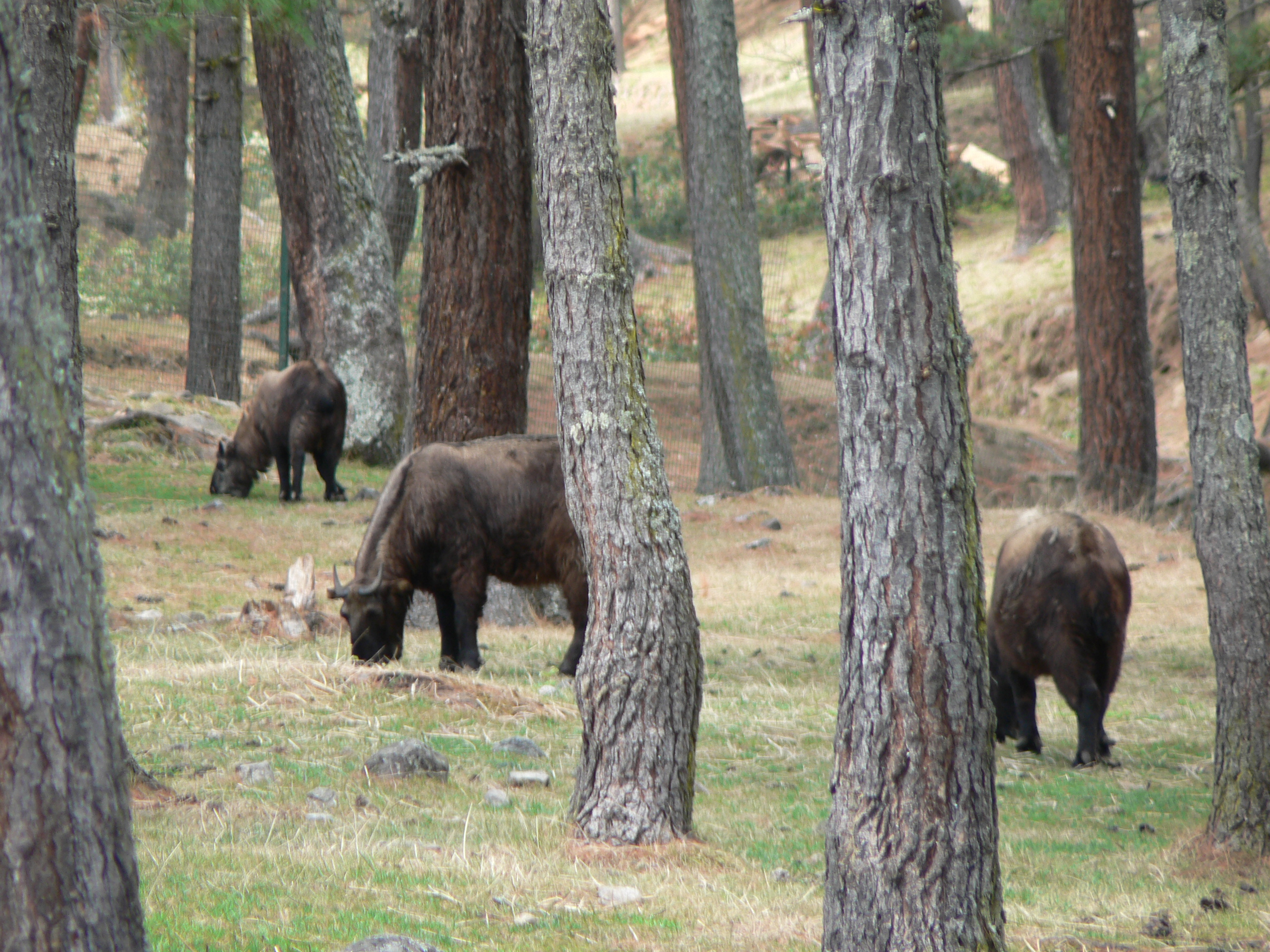
Takines en la reserva de Motithang.

La reserva natural del takín de Motithang, que forma parte del término municipal, es un área de reserva de vida silvestre para el takín (Budorcas taxicolor), el animal nacional de Bután. Originalmente un pequeño zoológico, se convirtió en una reserva cuando se descubrió que los animales se abstuvieron de habitar el bosque circundante cuando fueron liberados. La razón para declarar al takín como animal nacional el 25 de noviembre de 2005 se atribuye a una leyenda de la creación del mamífero en Bután en el siglo XV por parte del lama Drukpa Kunley. El rey de Bután creía que era inapropiado que un país budista confinara animales por razones religiosas y ambientales, por lo que ordenó el cierre del zoológico y la liberación de los animales en el bosque. Sin embargo, los takines permanecieron arraigados en la ciudad y fueron vistos vagando por las calles en busca de forraje, por lo que se creó un coto exclusivo para que vivieran libremente.

## Demografía
Según el censo del 31 de mayo de 2005, la población de la ciudad era 79 185 con una densidad de 3029 habitantes por kilómetro cuadrado; la cifra proyectada en 2010 para el distrito fue de 104 200. En 2011, la población ascendía a 91 000 habitantes, mientras que de acuerdo al recuento de 2017 presentó una cantidad de 114 551 residentes, con una densidad de 4382 hab/km².

## Urbanismo

### Distritos
La ciudad está dividida en las siguientes zonas:

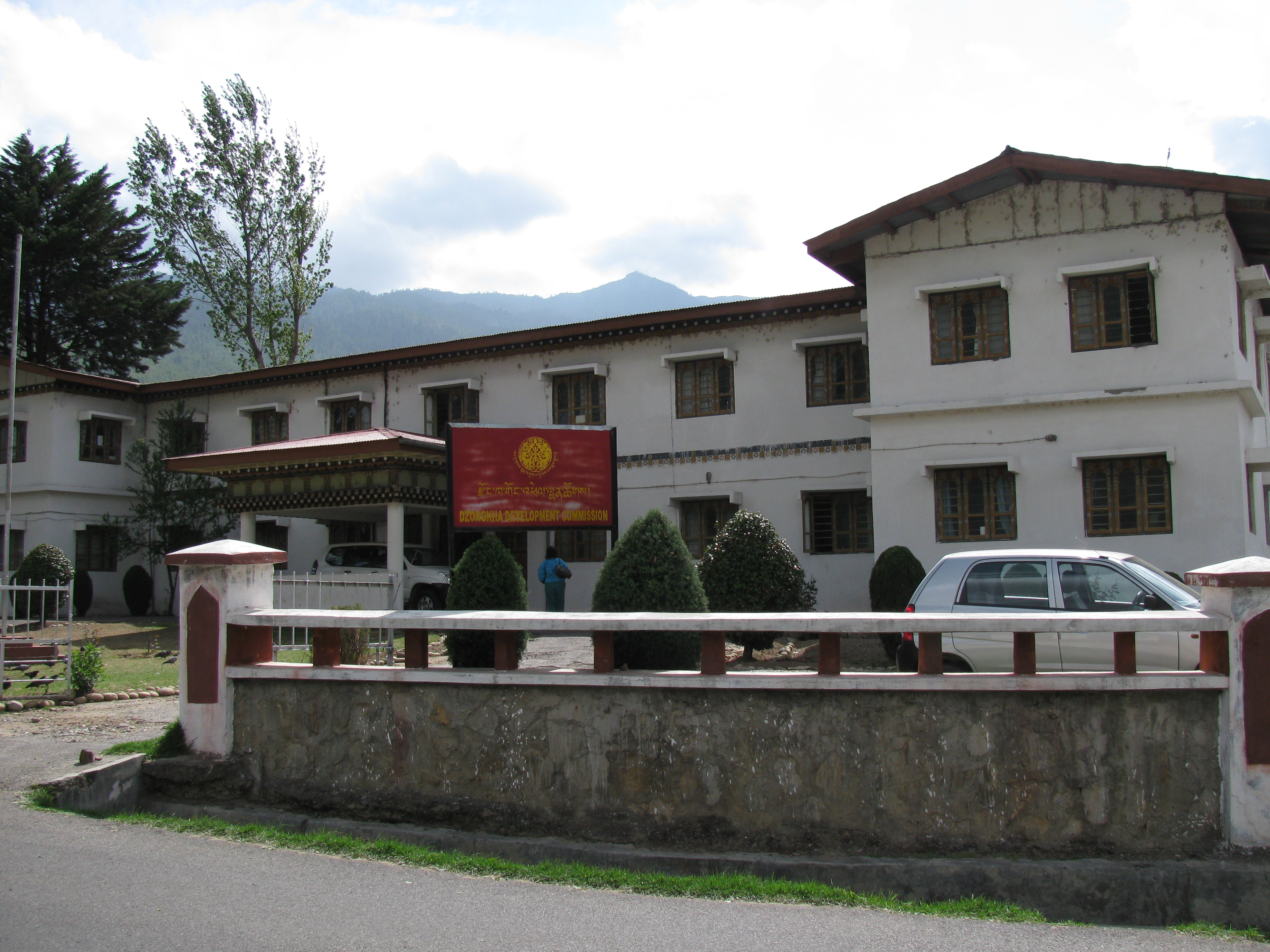
Oficina de la Comisión de Desarrollo del dzongkha, Kawajangsa.

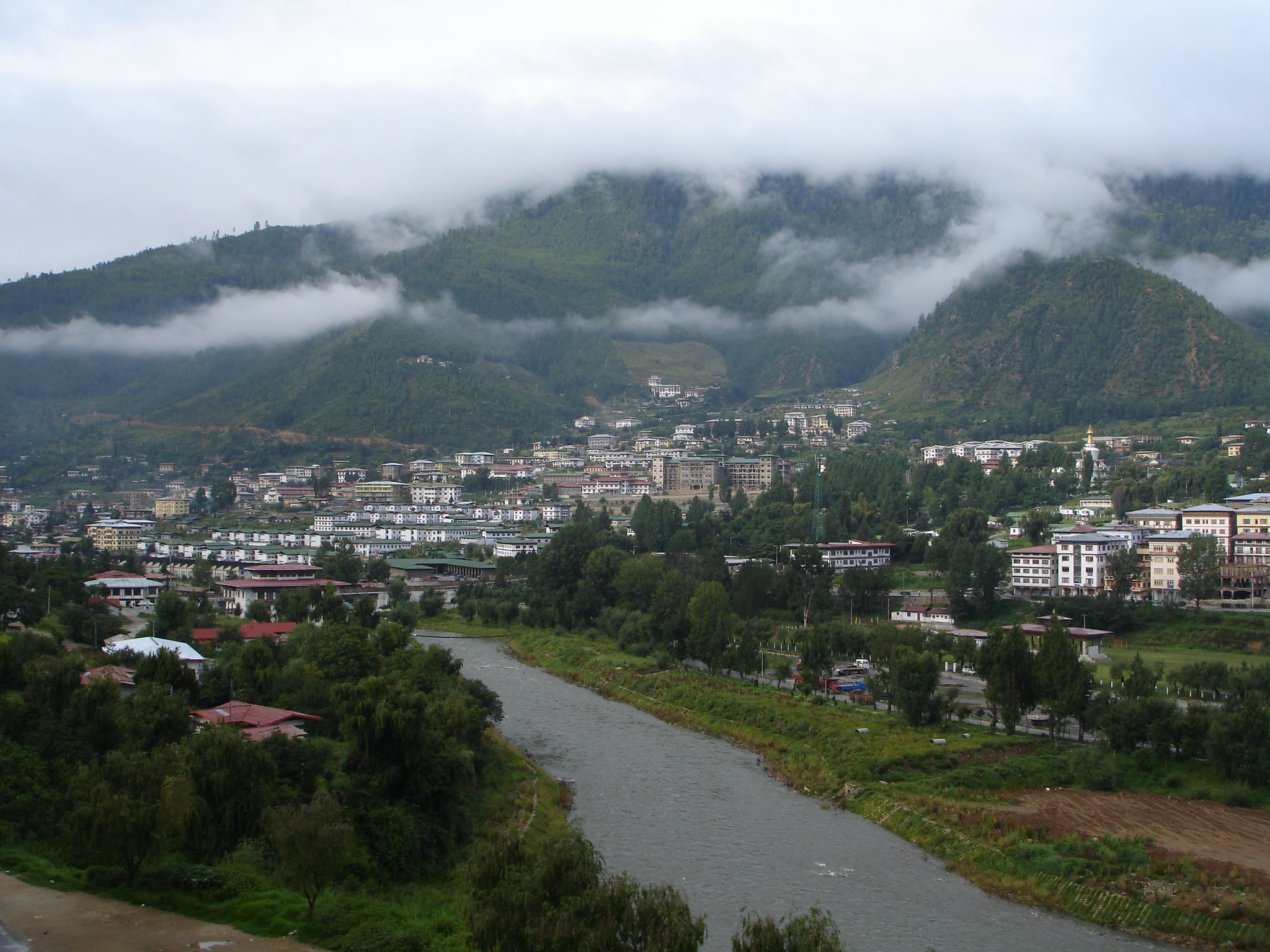
Vista de Timbu desde la parte sur de Langjupakha en la parte noreste de la ciudad.

- Área hospitalaria: distrito central ubicado al sur del chörten conmemorativo. En esta zona se encuentra el hospital nacional de referencia y el cuartel general de la Policía Real de Bután.[37]

- Changangkha: es un área céntrica, situada entre Chubachu y Motithang. Uno de los monumentos del barrio es el lhakhang (templo) Changangkha,[38] que se encuentra entre los más antiguos del valle de Timbu al haber sido levantado por Phajo Drugom Zhigpo, fundador de la escuela Drukpa Kagyü en Bután.[39] Fue ampliado por su hijo Nyima durante el siglo XIII y pasó por una restauración entre 1998 y 1998. El templo alberga una estatua de Avalokiteshvara de mil brazos, así como ruedas de plegaria y escrituras sagradas para el budismo.[40] En el distrito de Changangkha también se puede encontrar una fábrica de incienso llamada Poe Nado.[39]

- Changzamthok: localizado al sur de la zona central, limita con el área hospitalaria al oeste y con el río Wang al este.[38]

- Chubachu: distrito céntrico que linda con el río Chubachu al norte, el río Wang al este y los distritos de Changangkha y Motithang al oeste.[41] En la orilla occidental del Wang se celebra un mercado durante el fin de semana. Al oeste se encuentra la calle Norzin Lam, que divide Chubachu de Motithang y donde se ubican el Museo textil y la Biblioteca Nacional de Bután. La calle central del distrito se llama Yanden Lam, y la carretera oriental, Chogyal Lam, recorre Chubachu de noroeste a sureste a lo largo de las orillas del río Wang.[41]

- Jungshina: es un distrito septentrional, donde se encuentra el gompa (monasterio) Wangduetse.[38]

- Kawajangsa: consiste en un área occidental, al norte de Motithang y del río Chubachu. El distrito alberga el Instituto de Medicina Tradicional, el Instituto de Zorig Chusum, el Museo del Patrimonio Popular y las Oficinas de Telecomunicaciones de Bután.[41]

- Langjupakha: distrito en la zona noreste, ubicado en la orilla oriental del río Wang. En este se localizan el edificio de la ASACR, la Asamblea Nacional y el Centro de Estudios de Bután.[38] La edificación de la ASACR se construyó, en una fusión de arquitectura moderna y butanesa, con el propósito de celebrar una conferencia de la asociación a principios de la década de 1990. Además de funcionar como sede de la ASACR, también alberga los Ministerios de Planificación y Relaciones Exteriores.[42]

- Motithang: es un área del noroeste de la ciudad delimitada por el río Chubachu, que separa el distrito de Kawajangsa más al norte, mientras que Chubachu se encuentra al este. El desarrollo de la zona como barrio residencial comenzó en la década de 1980, después de la fundación del Hotel Motithang en 1974 con motivo de la coronación de Jigme Singye Wangchuck.[39] En ese momento el hotel se hallaba en mitad del bosque, apartado de la ciudad por tierras de cultivo, pero posteriormente la zona creció urbanísticamente. El distrito cuenta con varias casas de huéspedes estatales notables, como Kungacholing y Lhundupling, Rapten Apartments y Amankora Thimphu.[39] También incluye la Comisión Nacional de Asuntos Culturales, una estación de UNICEF y varias tiendas de comestibles.[39] Entre los centros educativos cabe mencionar la escuela secundaria superior de Motithang y la escuela Jigme Namgyal. Otros edificios en Motithang son el Royal Bodyguard Camp y el Youth Center.[43]

- Sangyegang: se sitúa al norte del río Chubachu y al sur de Ziluka, en la parte occidental de Timbu. La zona presenta la torre de comunicaciones de Sangyegang y un campo de golf al este que se expande hacia el norte.[38]

- Yangchenphug: es una zona oriental, localizada al otro lado del río Wang respecto al centro de la ciudad. Varias instituciones educativas se encuentran en Yangchenphug, como la escuela secundaria Lungten Zampa y la escuela secundaria Yangchenphug.[37]

- Zamazingka: está ubicado al otro lado del río Wang desde la zona céntrica de la ciudad. La carretera principal, Dechen Lam, sigue la línea del río y conecta el distrito con Yangchenphug en el norte y finalmente conduce a Paro al sur.[38]

- Ziluka: en la zona septentrional, limita con Jungshina al norte y Sangyegang al sur. En el distrito se halla el monasterio Drubthob y un campo de golf se extiende por gran parte de la zona.[38]

### Planificación urbanística
Timbu fue seleccionada como la capital de Bután en 1952, pero no se estableció oficialmente con este estatus hasta 1962, cuando consistía en una aldea de unas pocas casas construidas alrededor del dzong Tashichoe. La ciudad se ha expandido lentamente a lo largo de las orillas de los ríos y sobre terrenos elevados, y las infraestructuras también han ocupado las llanuras bajas siguiendo el curso del agua. Tras la apertura de Bután a los visitantes extranjeros, la ciudad aumentó su volumen en consecuencia. Esta cuenta con servicios varios, gracias a los cuales se produjo un auge en el valor de la propiedad, con carreteras anchas bien planificadas, policía de tránsito que controla el tráfico, bancos, hoteles, restaurantes, instituciones de arte, cultura, medios de comunicación, deportes y también los tradicionales dzongs, monasterios y chörtens.

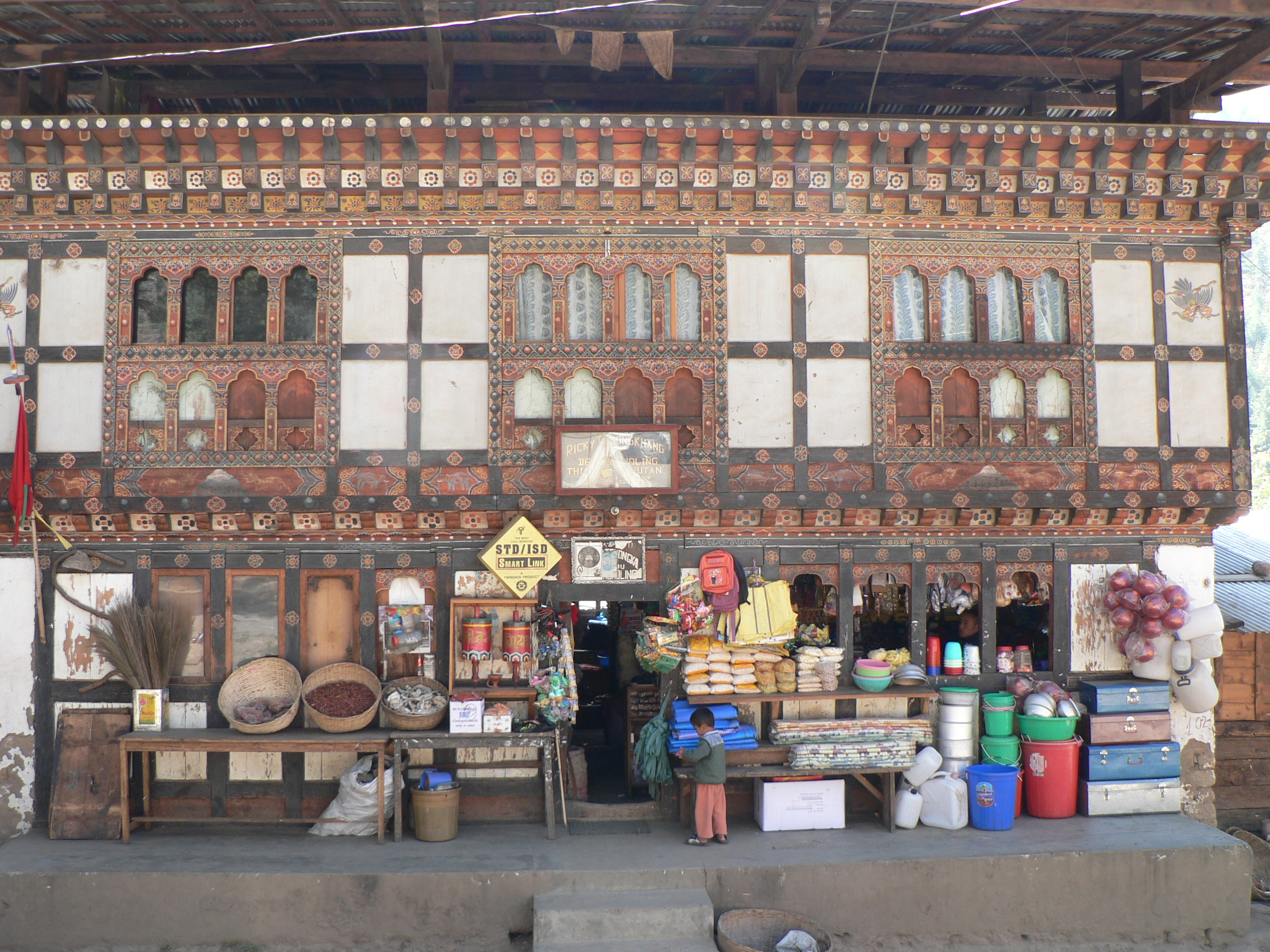
Comercios en la zona septentrional.

La zona residencial de la ciudad constituye el 38,3 % del área total. Por otra parte, respecto al área no residencial, el 9,3 % de Timbu está ocupada por edificios administrativos, el 4 % por establecimientos comerciales, el 10,1 % por entidades sanitarias, educativas o institucionales, el 2 % por establecimientos industriales y el 3,8 % por instituciones de seguridad. El 32,5 % restante de la ciudad constituye espacios abiertos dispersos con terrenos baldíos, que son preservados para cualquier planificación y expansión futura.

#### Planes de desarrollo
El Plan de Estructura de Timbu es un proyecto de desarrollo urbano moderno para la ciudad que comenzó en 1998 con el objetivo de proteger la frágil ecología del valle, incluidos sus ríos y bosques. Esta planificación fue necesaria debido al aumento de los automóviles y la presión sobre la infraestructura de salud pública en el centro de la capital, las restricciones impuestas a la cobertura de las parcelas y la altura de los edificios. El plan fue aprobado por el Consejo de Ministros en 2003, mientras que un organismo electo, la Corporación Municipal de Timbu, se encarga de la implementación del plan, elaborado por el arquitecto estadounidense Christopher Charles Benninger. Se estima que el coste del proyecto asciende a más de mil millones de dólares; el Banco Mundial y el Banco Asiático de Desarrollo proporcionan los fondos para la ejecución del proyecto. Algunas áreas presentan disputas entre propietarios de tierras y partes interesadas, lo que ha resultado en que ambas entidades financieras soliciten al Ministerio de Obras y Asentamientos Humanos que resuelva los problemas a través de un proceso de acuerdos antes de obtener la liberación de más fondos.
La planificación ha marcado ejes y conceptos a seguir: el dzong Tashichoe, el río Wang y sus arroyos, los bosques, monasterios, templos, chörtens y banderas de oración, el núcleo de la ciudad, las aldeas y el corredor urbano. La entrada sur de la ciudad, delimitada por el dzong Simtokha ancla los límites de la ciudad con las barreras al norte y oeste del valle del curso del Wang.
El plan de desarrollo para 2027 presenta el objetivo de que gran parte de la ciudad consista en zonas peatonales sin automóviles, con pasarelas porticadas, plazas, patios, cafés y exposiciones; el tráfico de automóviles queda, en consecuencia, confinado a los bordes de la urbe. El proyecto busca la creación de parques y senderos a lo largo de las riberas de los ríos y la prohibición de construir en un rango de 30 m de estos. Los urbanistas también anunciaron que se aplicaría de forma más estricta la norma de que los edificios se construyan para reflejar la arquitectura tradicional de Bután. Muchas de las actividades económicas que se desarrollan en la ciudad, junto con la infraestructura militar y policial, serían trasladadas de acuerdo al plan. Se proyectó que para este momento, la población haya aumentado a 162 000.

### Expansión

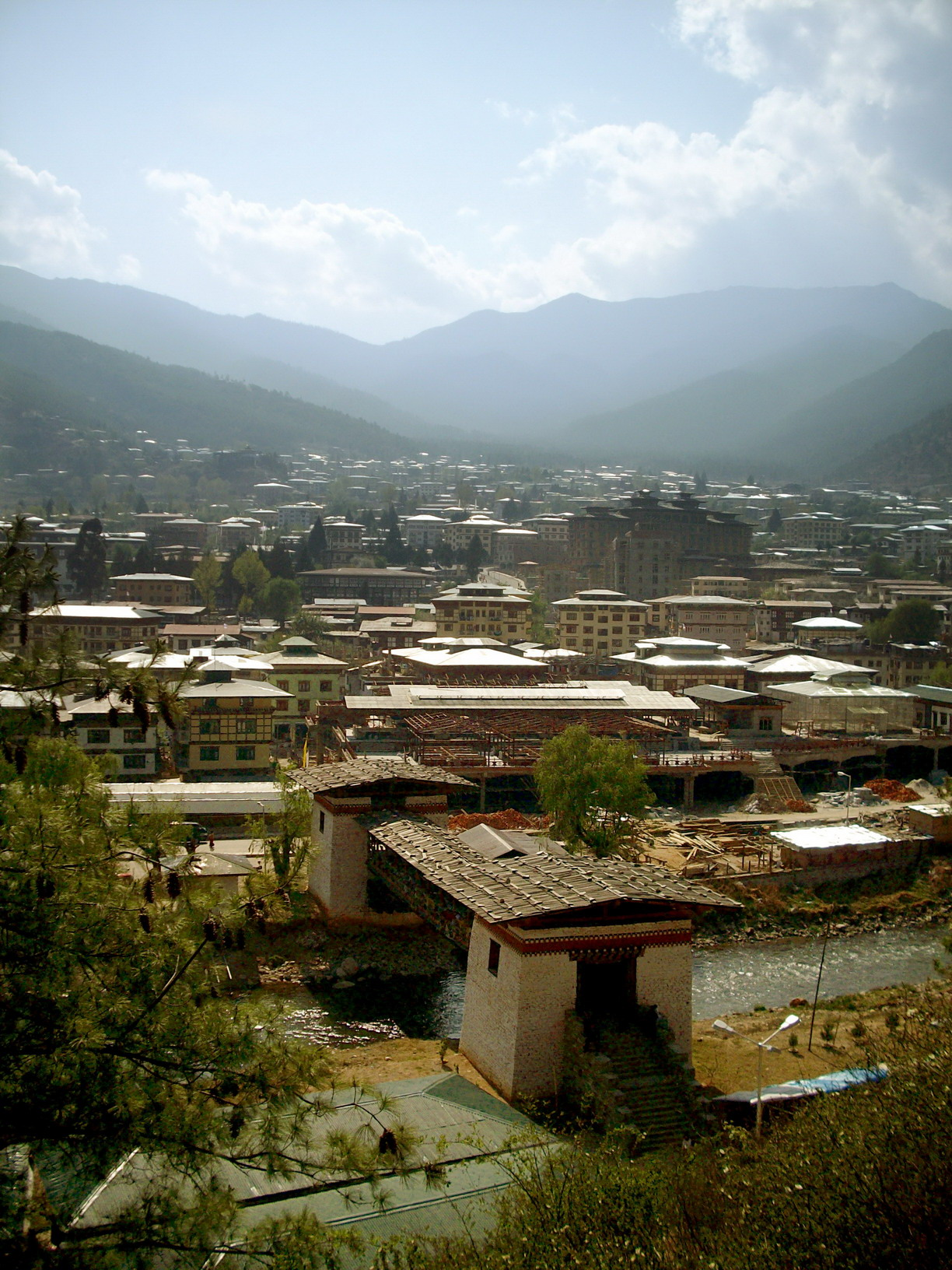
Expansión urbana en Timbu.

Desde su establecimiento como capital de Bután, Timbu ha sido testigo de una expansión, inicialmente a un ritmo lento, que se aceleró tras la apertura del reino en 1974 durante la coronación del cuarto rey. En términos generales, los espacios urbanos de la ciudad se dividen en tres categorías: los naturales (bosques, matorrales, ríos y cuencas hidrográficas), agrícolas (huertos, arrozales y pastizales) y recreativos (espacios públicos abiertos, parques y estadios).
La expansión urbana ha seguido el plan de desarrollo estructurado para 2027. Los edificios siguen una construcción tradicional para conservar la cultura y los estilos arquitectónicos antiguos de Bután, pero con una combinación mesurada y modulada del desarrollo moderno, que satisfaga los requisitos de la administración nacional y cívica y todas las comodidades básicas como carreteras, suministro de agua y drenaje, hospitales, escuelas y universidades, electricidad, etc. Entre los monumentos y edificios notables destacan el dzong Tashichoe, una fortaleza-monasterio y el centro de la administración del país, así como el centro monástico, el chörten conmemorativo, y la Asamblea Nacional, sede de la democracia parlamentaria. El Palacio de Dechencholing, ubicado al norte de la ciudad, es la residencia oficial de la cabeza del país.
La rápida expansión, que sigue el patrón del éxodo rural, ha dado como resultado una reconstrucción considerable en el centro de la ciudad y la proliferación del desarrollo suburbano en otros lugares. Norzin Lam, la vía principal, presenta variedad de tiendas, restaurantes, galerías comerciales y edificios públicos.
Dentro del área central de la ciudad se emplaza una combinación de bloques de apartamentos, pequeñas casas familiares y tiendas. Por reglamento, todos los edificios deben estar diseñados en estilo tradicional con pinturas y motivos budistas. Un mercado de fin de semana cerca del río abastece de carne, verduras y artículos turísticos a la población, mientras que la mayor parte de la industria ligera se encuentra al sur del puente principal. Timbu cuenta con un número creciente de servicios comerciales y oficinas, que satisfacen las necesidades locales cada vez mayores.

## Arquitectura
La arquitectura tradicional de Timbu, al igual que en el resto de Bután, está representada por los dzongs, grandes fortalezas-monasterio que tienen funciones gubernamentales y religiosas, los lhakhangs (templos) y los chörtens (nombre local para las estupas), que son edificaciones religiosas. Las banderas de oración y las ruedas de plegaria acompañan estos edificios. Las estructuras tradicionales butanesas más prominentes en Timbu son el dzong Tashichoe, el Drubthob goemba (el convento de Ziluka), el Tango goempa, el Cheri goempa, el chörten conmemorativo, el monasterio Dechen Phrodrang y el lhakhang Changangkha.
Los edificios más recientes presentan una fusión de la arquitectura tradicional y moderna, y son en su mayoría posteriores a 1962, después de que Timbu se convirtiera en la capital de Bután y se abriera al turismo en virtud de varios planes quinquenales de desarrollo. Las estructuras de esta categoría son el Instituto Nacional de Zorig Chusum, la Biblioteca Nacional, el Edificio de la Asamblea Nacional y la ASACR, el Instituto Nacional de Medicina Tradicional, el Museo textil, el Estudio de Artistas Voluntarios, la Real Academia de Artes Escénicas, la torre de telecomunicaciones, etc. Los edificios residenciales también han sufrido cambios en sus métodos de construcción sin sacrificar los diseños tradicionales de Bután.

### Dzongs

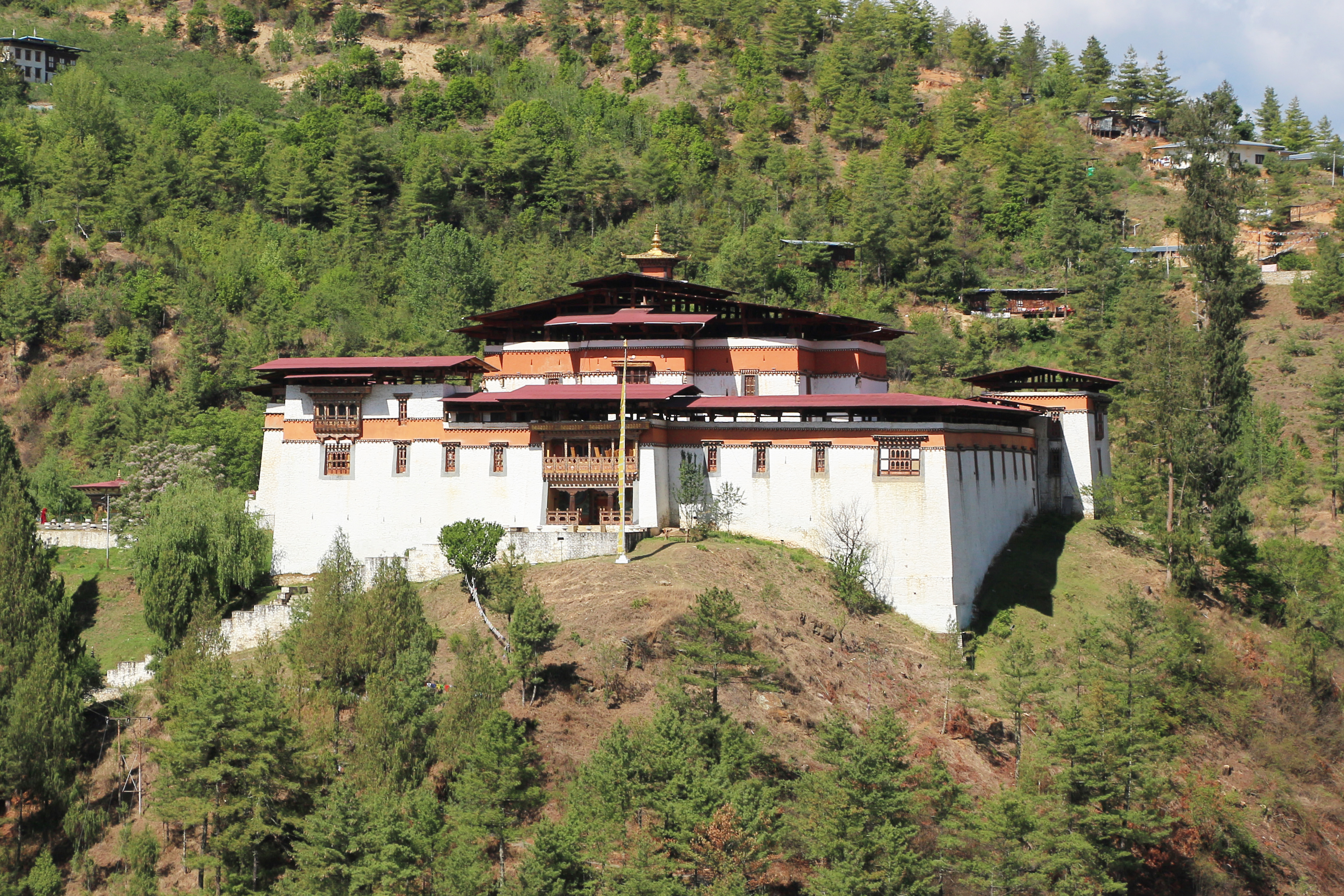
El dzong Simtokha, el más antiguo que se conserva en el país.

Un monumento destacado es el dzong Tashichoe (que significa «Fortaleza de la Religión Gloriosa»), ubicado en la orilla occidental del río Wang. La estructura ha sido objeto de varias renovaciones a lo largo de los siglos después de incendios y terremotos. Tras la introducción de la escuela Drukpa Kagyu por el lama Phajo y el Shabdrung, que adquirieron el dzong en 1641, la fortaleza pasó a llamarse Tashichoe. Durante la época se introdujo la práctica de utilizar un dzong como centro religioso para lamas y como centro administrativo. Además de la sala del trono y las oficinas del monarca de Bután, como edificio administrativo alberga la Secretaría Central y las oficinas de los ministerios del Interior y Finanzas. La Asamblea Nacional, que solía estar ubicada en la fortaleza, ahora se encuentra en el edificio de la sede butanesa de la ASACR.
El otro dzong de la ciudad es la fortaleza Simtokha, conocida como Sangak Zabdhon Phodrang («Palacio del Profundo Significado de los Mantras Secretos»). Es el dzong más antiguo que se conserva: fue establecido en 1629 por Shabdrung Ngawang Namgyal, quien unificó el país. El lugar fue atacado varias veces en el siglo XVII, pero sobrevivió a los asedios y se renovó repetidamente. Es un dzong de menor tamaño, de 60 m², y está ubicado a unos 5 kilómetros al sur de Timbu. El edificio alberga uno de los principales institutos de aprendizaje del dzongkha, el Instituto de Estudios de la Lengua y la Cultura: tanto monjes como civiles estudian en la institución; los que se gradúan de esta escuela se convierten principalmente en profesores de la lengua nacional.

### Monasterios
El monasterio Dechen Phrodrang, el «Palacio de la Gran Bienaventuranza», es una congregación budista ubicada al norte de la capital. En 1971, se convirtió en una escuela monástica con 450 monjes estudiantes matriculados en cursos de ocho años. El monasterio presenta una serie de importantes artefactos históricos de Bután, incluidas pinturas del siglo XII, supervisadas por la Unesco, y una destacada estatua de Namgyal en el piso superior. En la capilla de la planta baja se encuentra un buda Sakyamuni central.
Al norte de Timbu se encuentra el monasterio Tango, cerca de la montaña Cheri. Fue fundado por el lama Gyalwa Lhanampa en el siglo XIII y construido en su forma actual por Tenzin Rabgye. Según la leyenda local, la ubicación del edificio había sido profetizada en el Tíbet. En 1616, el tibetano Shabdrung Ngawang Namgyal meditó en la cueva del monasterio. La deidad de la congregación es Hayagriva; la palabra Tango en idioma butanés significa «cabeza de caballo», ajustándose de este modo al aspecto de Hayagriva. La estructura, al estilo dzong, presenta una pared exterior curva (semicircular) y una torre principal prominente, y cubre las cuevas donde originalmente meditaron santos budistas desde el siglo XII en adelante.
El monasterio Cheri, también llamado monasterio Chagri Dorjeden, Ngawang Namgyal lo fundó en 1620; con 27 años, fue el primero que creó. El Shabdrung pasó tres años en estricto retiro en Chagri y residió allí durante muchos períodos durante el resto de su vida. En 1623 se creó la primera orden monástica Drukpa Kagyu de Bután en el lugar. El monasterio, que ahora es un importante centro de enseñanza y retiro de la escuela Drukpa Kagyu meridional, está ubicado en el extremo norte del valle de Timbu, a unos 15 kilómetros de la capital, y se asienta sobre una colina al final de la carretera en Dodeyna. Un chörten de plata dentro del monasterio consagra las cenizas del padre del Shabdrung.

Monasterios de Timbu: en orden, Dechen Phrodrang, Tango y Cheri
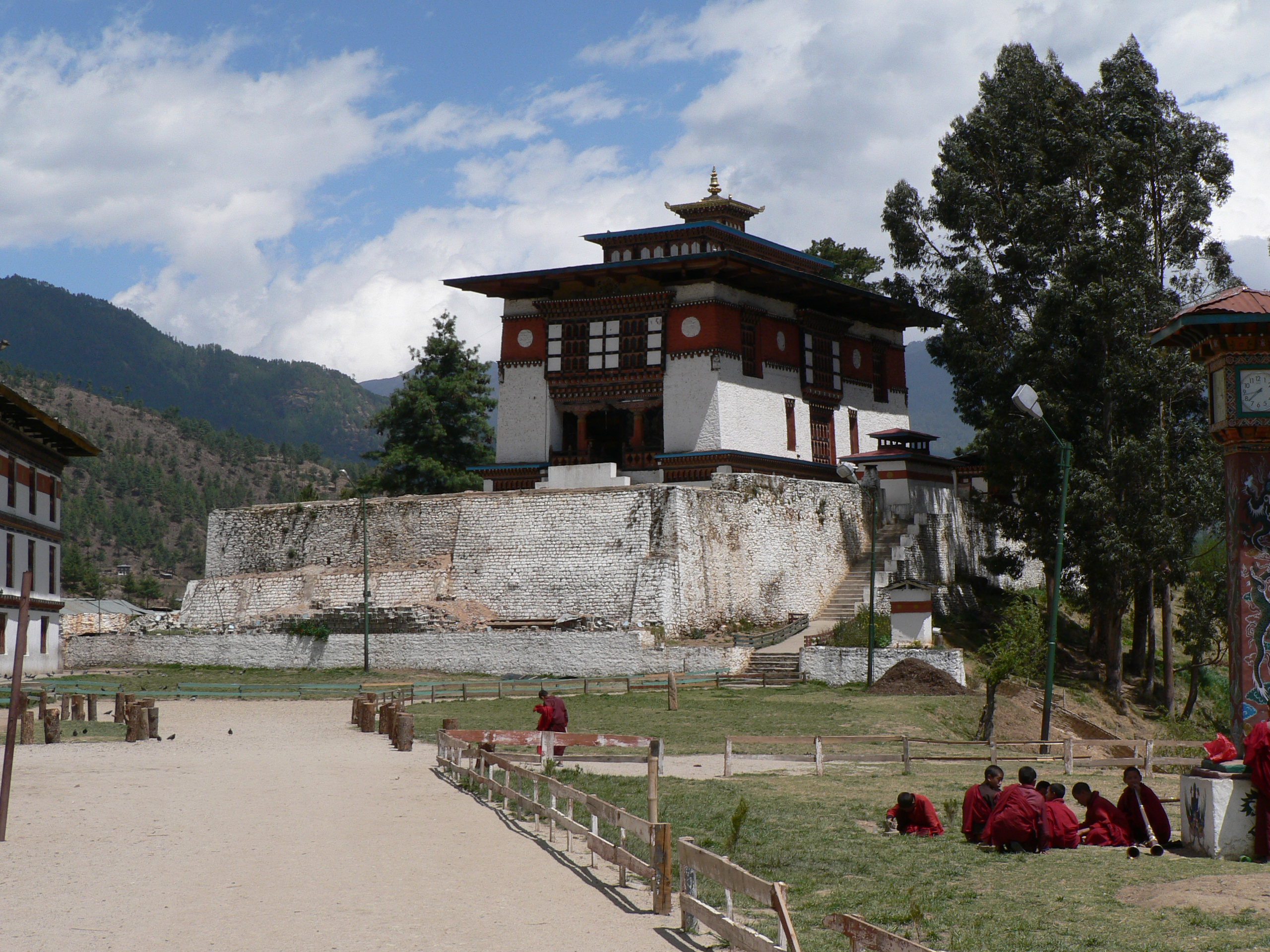
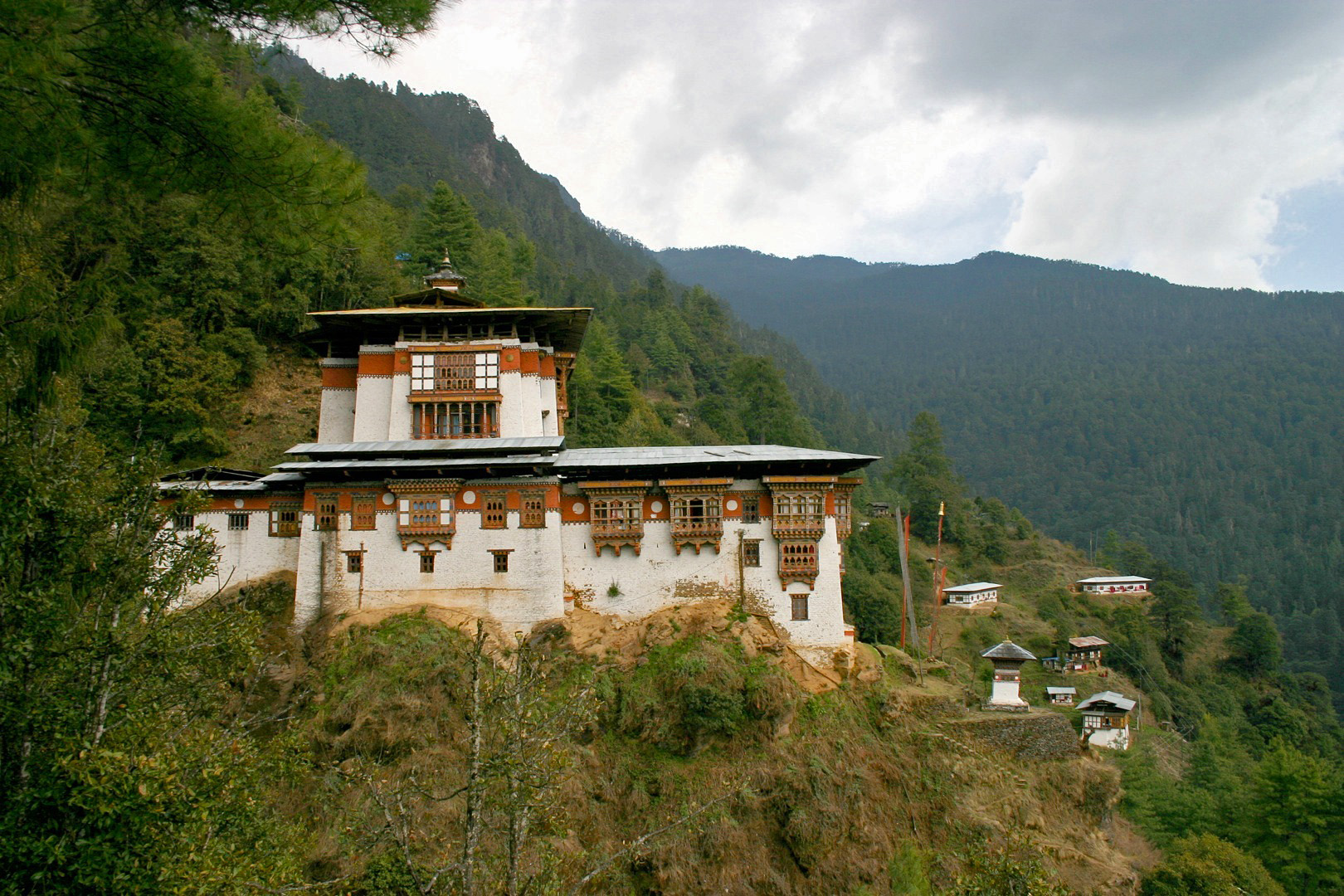
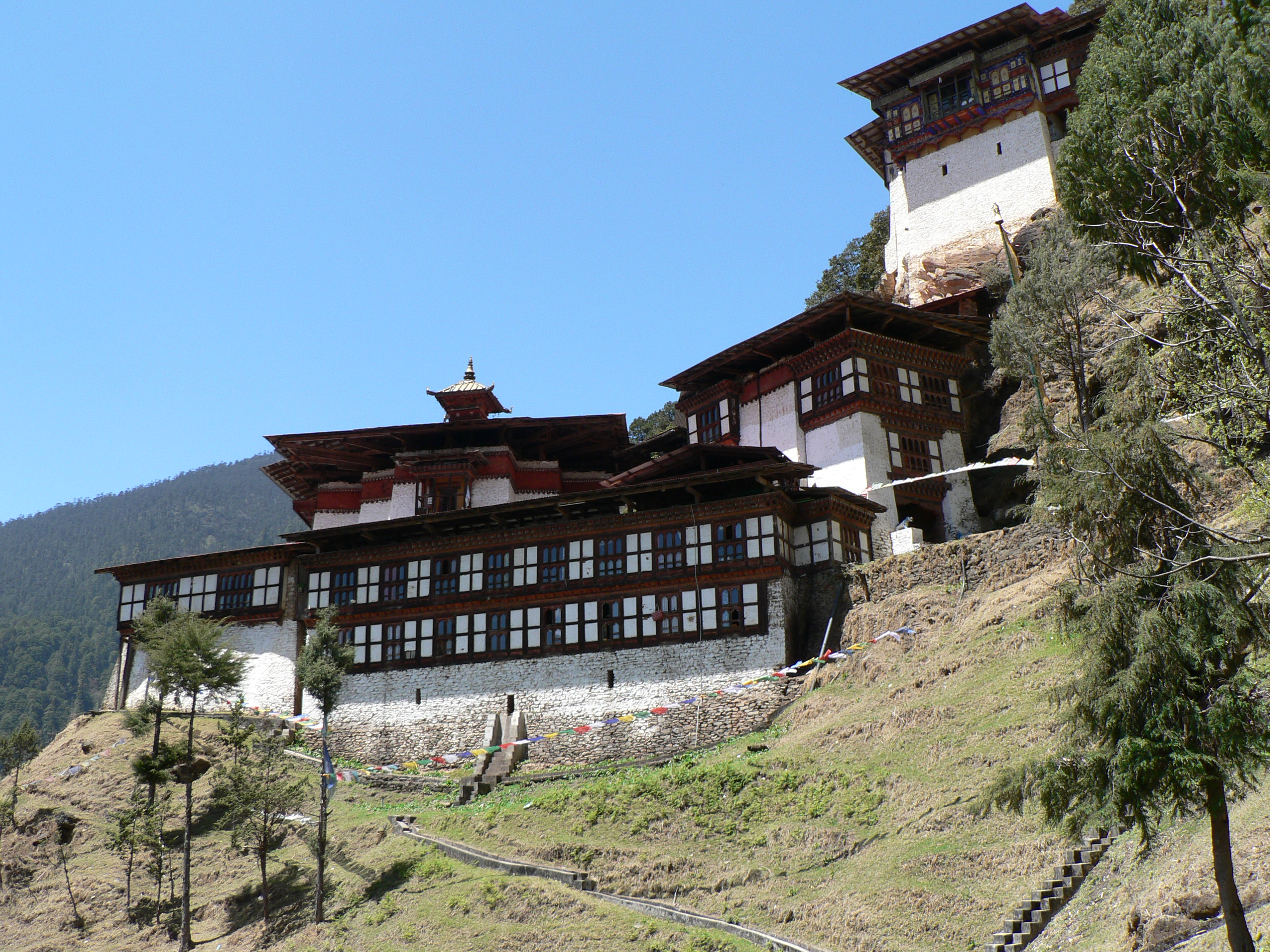

### Estatua de Buda Dordenma
El Buda Dordenma es una estatua de bronce que representa a Buda del Trono Vajra, que fue construida en medio de las ruinas de Kuensel Phodrang a unos 100 metros sobre el lecho del río Wang. La estatua alberga más de cien mil figuras de Buda más pequeñas, cada una de las cuales, como el propio Buda Dordenma, están hechas de bronce y recubiertas en oro. Se trata de una de las Budarupa más grandes con una altura de 51,5 metros. La construcción, por parte de Aerosun Corporation de Nanjing (China), asciende a un costo de 47 millones de dólares, mientras que el presupuesto total del proyecto supera los 100 millones de dólares. El interior presenta capacidad para 100 000 Budas dorados de 20 cm y 25 000 de 30 cm de alto. Se previó que el proyecto finalizara en octubre de 2010. Además de conmemorar el centenario de la monarquía butanesa, cumple dos profecías: en el siglo XX, Sonam Zangpo profetizó que se construiría una gran estatua de Padmasambhava en la región «para otorgar bendiciones, paz y felicidad al mundo entero». Además, la estatua se menciona en la antigua terma del propio Guru Padmasambhava, que data aproximadamente del siglo VIII, y que el tertön Pema Lingpa recuperó hace unos 800 años. En 2016, la Comisión Anticorrupción inició una investigación sobre apropiación indebida de los fondos del proyecto; cinco años después, la Fiscalía General acusó al exgerente del proyecto, Anim Damcho, de 19 cargos penales.

### Chörtenconmemorativo

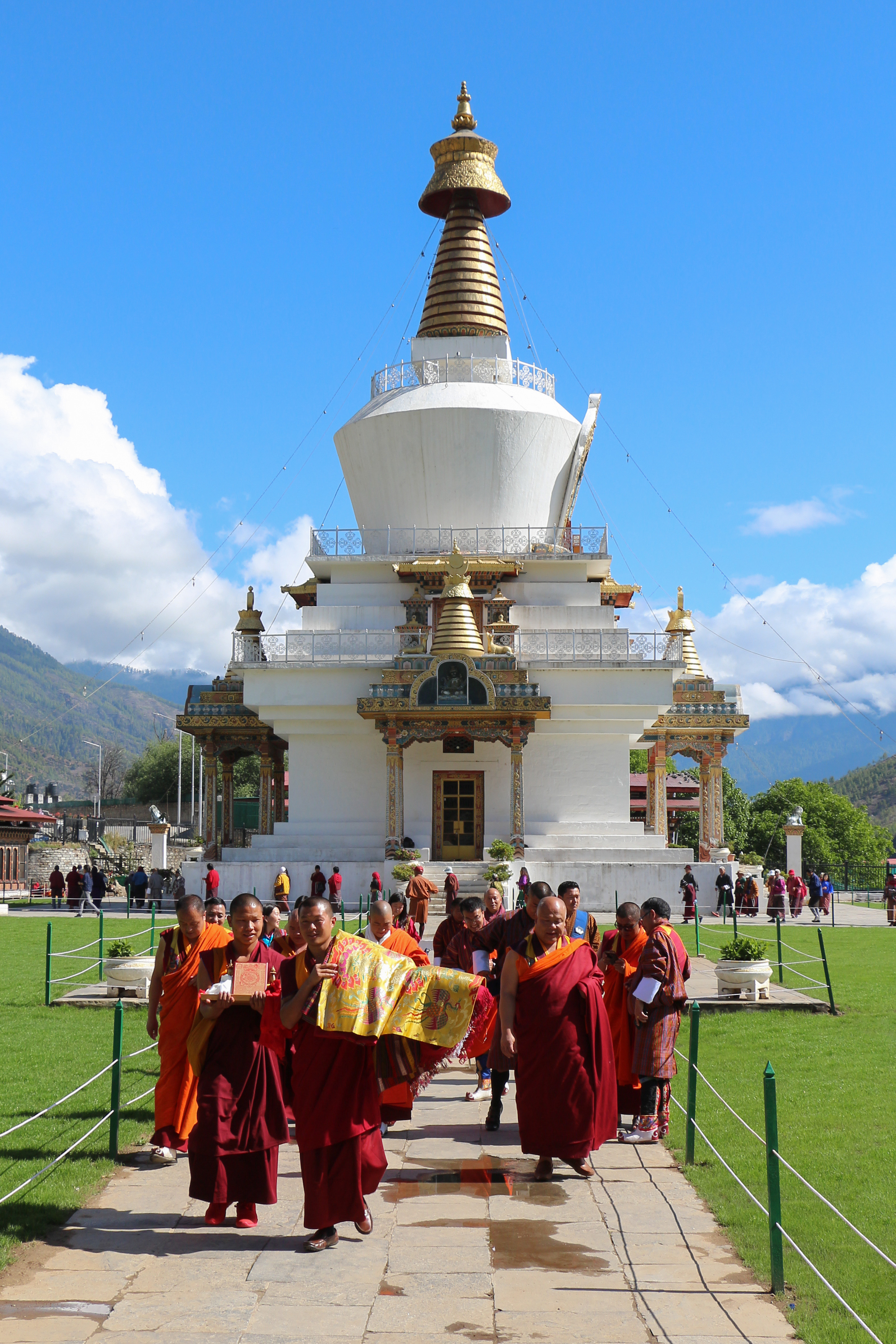
Monjes budistas caminando en el chörten conmemorativo.

El chörten conmemorativo, también conocido como chörten Timbu, es una estructura en la parte centro-sur de la ciudad cerca de la rotonda principal y el Hospital Militar de la India. El chörten fue construido en 1974 para honrar al tercer rey de Bután, Jigme Dorji Wangchuck (1928-1972). Este monumento destacado de la urbe cuenta con campanas y agujas doradas como decoración. En 2008, se sometió a una extensa renovación. Este chörten se conoce popularmente como «el monumento religioso más visible de Bután», y fue consagrado por el difunto Dudjom Rimpoche. La foto del monarca con un traje ceremonial adorna un salón en la planta baja; el rey quiso construir «un chörten para representar la mente de Buda». El diseño se corresponde con el estilo tibetano, también llamado Jangchup Chörten, modelado conforme a una estupa clásica, con un pilar piramidal coronado por una media luna y el sol. La característica distintiva es el abocinamiento hacia afuera de la parte redondeada para dar la forma de un jarrón, en lugar de una forma de cúpula. El chörten representa imágenes de deidades tántricas superiores al tamaño natural, con unas 36 de ellas en poses eróticas.

### Arquitectura civil
Entre la arquitectura con fines civiles destaca el Palacio de Dechencholing (བདེ་ཆེན་ཆོས་གླིང་, Wylie: bde chen chos gling). Este está ubicado en el extremo norte del valle de Timbu, en la orilla este del río Wang. Fue la residencia de la difunta Abuela Real, conocida popularmente como Gayum Phuntsho Choden Wangchuck. El rey Jigme Singye Wangchuck nació en el lugar el 11 de noviembre de 1955, pero su residencia se halla en el Palacio Samteling.
Otras atracciones relevantes son la Oficina Nacional de Correos y la plaza de la Torre del Reloj. La primera, ubicada en el ala norte de un edificio en la carretera Dremton Lam, es donde la Oficina Filatélica de Bután vende sellos del país. En vista de su presentación colorida y edición limitada, los sellos 3D son artículos de colección, al igual que los antiguos, que se venden con fines de lucro. Una agencia en Nueva York vende a los coleccionistas y el Gobierno de Bután los imprime localmente. En cuanto a la plaza del Reloj, esta presenta tiendas y restaurantes, fuentes y el tradicional mani butanés o rueda de plegaria.

## Economía

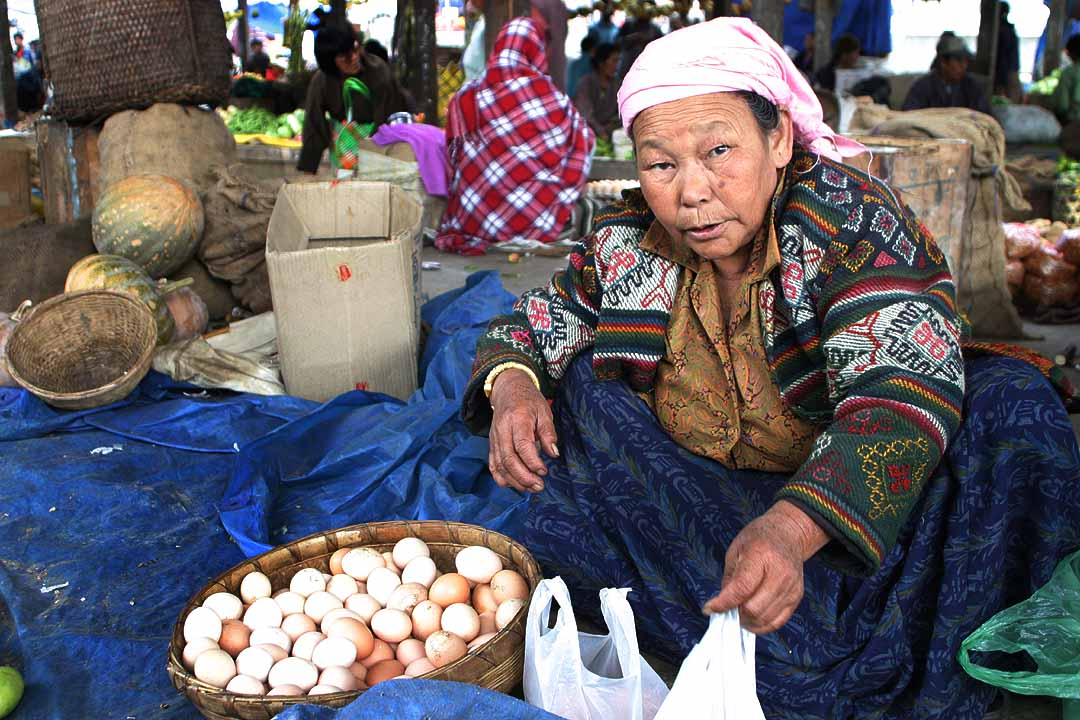
Mercado local.

Como centro económico del país, Timbu aporta el 45 % del total del PIB de Bután. A nivel local, se celebra un mercado matutino en la plaza central durante los fines de semana. Estos son los únicos días en que los residentes pueden comprar frutas y hortalizas frescas; durante el resto de la semana dependen de los suministros de supermercados. El mercado también vende mantequilla de yak, queso, cuencos de madera y telas. Detrás de estas tiendas, varias establecimientos ofrecen vajilla, electrodomésticos, zapatos, sedas y alfombras de China y Bangladés. Hasta la construcción en 1986 y 1989 de salas cubiertas y plataformas, los comerciantes acudían a la plaza central desde todo Bután, comercializaban sus productos y dormían al aire libre. Posteriormente se levantó un edificio especial para productos cárnicos en el lado norte del mercado.

### Turismo
Cuando Bután se abrió al turismo en 1974, la Corporación de Turismo estatal se estableció en Timbu para alentar y organizar viajes individuales y grupales a destinos de importancia cultural nacionales, concentrándose en el budismo, el tejido, las aves, la naturaleza y el senderismo. Esta organización fue privatizada en 1994, y pasó a denominarse Corporación de Desarrollo Turístico de Bután. La institución también es propietaria y administra hoteles y albergues turísticos en los principales centros de visitantes del país. Cuenta con su propia flota de automóviles y emplea a intérpretes en varios idiomas internacionales para atender a los viajeros.
Timbu no presenta una vida nocturna vibrante, pero el número de clubes y salas de billar para jóvenes está en auge. La calle principal, Norzim Lam, da cabida a una serie de tiendas y pequeños hoteles y restaurantes. El Museo textil de Bután, la Biblioteca Nacional, el Hotel Peling, el Hotel Wangchuck y el campo de deportes son edificios notables alrededor de esta vía.
La calle Drentoen Lam recorre paralelamente la principal arteria de la capital y alberga la oficina de correos, edificios bancarios y administrativos, panaderías y varias tiendas de música. La Cámara de Comercio, el Departamento de Turismo y el Ministerio de Comercio también se encuentran en esta avenida. En 2006, se abrió un nuevo distrito comercial entre Doebum Lam y Norzim Lam, que incluye el complejo comercial Zangdopelri, el Phuntsho Pelri Hotel y Seasons y un restaurante italiano.

## Gobierno y administración
Como capital de Bután, la mayoría de las instituciones políticas importantes del país tienen su sede en Timbu, incluidas las embajadas y la Asamblea Nacional de Bután. Esta cuenta con 47 miembros, que fueron elegidos en las primeras elecciones generales el 24 de marzo de 2008; el Partido Druk Phuensum Tshogpa de Jigme Thinley obtuvo la victoria asegurando 45 escaños.

### Administración cívica
La administración de la ciudad es responsabilidad de la Corporación Municipal de Timbu, creada en 1995 mediante real decreto y convertida en una corporación autónoma en 1999, tras la promulgación de la Ley Municipal de ese mismo año. Un alcalde (Dasho Nima Wangdi), denominado Thrompon en el idioma butanés, dirige la organización; el Ministerio de Obras y Asentamientos Humanos es el encargado de su elección. Un comité ejecutivo compuesto por 17 miembros gobierna la corporación, y se eligen 8 miembros de 6 zonas y 7 miembros de organizaciones gubernamentales, que se reúnen cada 6 semanas. Sin embargo, su capacidad para hacer frente a los problemas se ve obstaculizada por la falta de personal adecuado, y sus gastos superan los ingresos obtenidos. A fin de brindar servicios rentables, la corporación (como organismo regulador) ha contemplado la privatización de los servicios públicos, en particular el suministro de agua, los desechos sólidos, el alcantarillado y el estacionamiento.

### Abastecimiento de agua y saneamiento
Se han creado corporaciones municipales orientadas a los servicios en los dos centros urbanos más grandes de Bután, Timbu y Phuntsholing. La Corporación Municipal de la capital es la organización que ejecuta programas de abastecimiento de agua y saneamiento urbano en la ciudad. Pese a ser un organismo autónomo, la responsabilidad general de formular estrategias y políticas para los asentamientos humanos en el país recae en el Ministerio de Obras y Asentamientos Humanos del gobierno central.
El 90 % de la población de Timbu tiene acceso al agua potable, aunque el suministro es intermitente, lo que se atribuye a las fugas y la alta demanda de los consumidores. Con tal de solucionar estas deficiencias, el duodécimo plan quinquenal de Bután apuntó a tener suministro de agua constante en todo el país para 2023. Por otra parte, se instaló alcantarillado convencional por tuberías con tratamiento de laguna en las áreas céntricas, sin embargo, se han señalado algunos problemas de saneamiento urbano, como la falta de provisión de inodoros con tanques sépticos, pozos de remojo adecuados y plantas de tratamiento de aguas residuales y alcantarillado entubado en todas las zonas urbanas.
Timbu también tiene un sistema organizado de recolección y eliminación de desechos. Se proyectaba que la cantidad de generación de residuos en la ciudad, que cuenta con alrededor de 6982 hogares y 1000 edificios institucionales, se duplicaría en el período entre el 2000 y el 2010. La disposición de los desechos sólidos se encuentra en un vertedero sanitario: las responsabilidades pretenden abordar este problema minimizando la generación de basura y adoptando métodos adecuados de separación de desechos.

## Seguridad

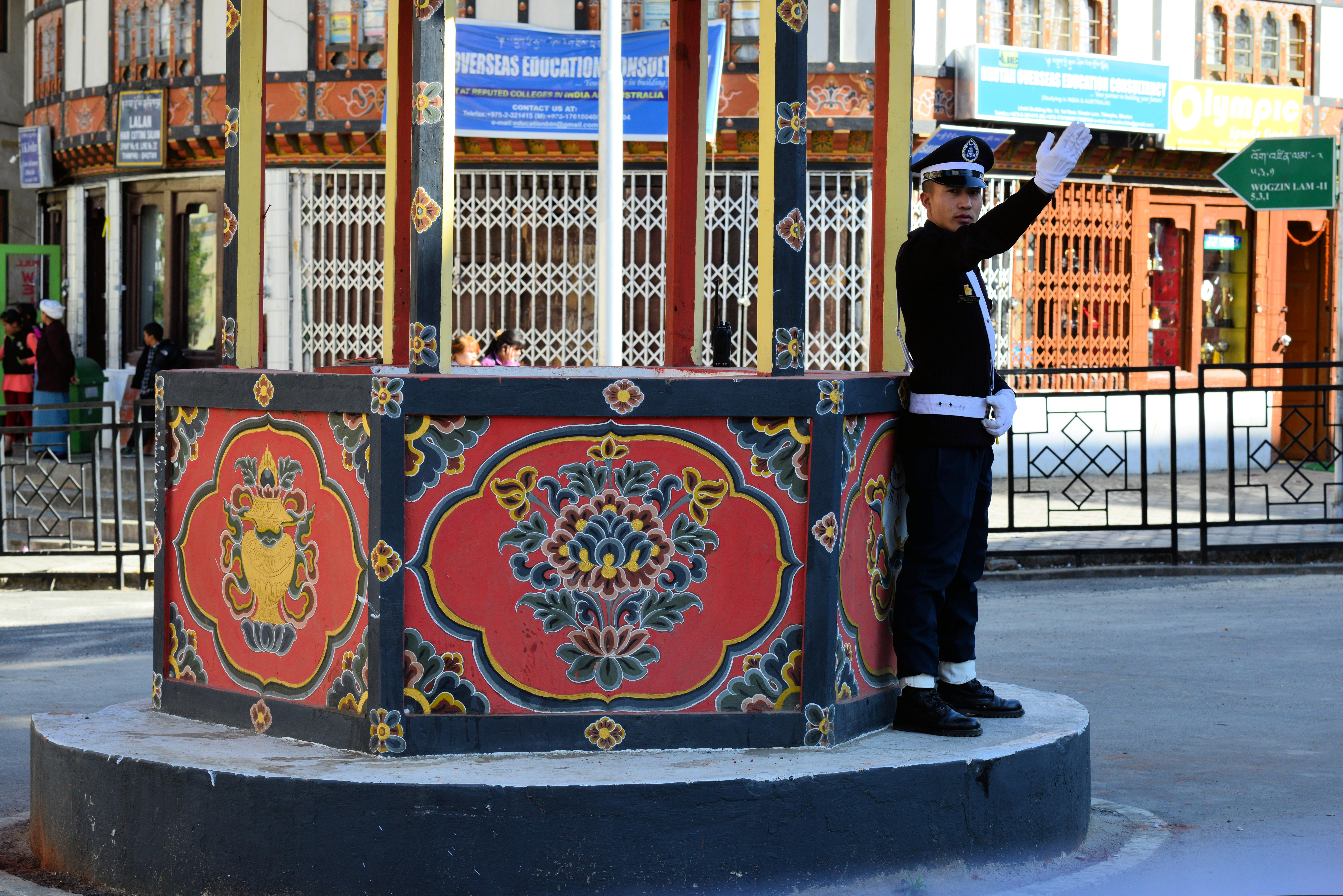
Policía señalando el tráfico.

La ley y el orden en Timbu (y en el país en su conjunto) son responsabilidad de la Policía Real de Bután, una rama de las fuerzas armadas. La capital es su sede desde septiembre de 1965, cuando 555 efectivos del Real Ejército de Bután fueron reasignados al recién creado cuerpo. La organización es responsable del orden público, el control del tráfico y la prevención del delito. En 1988, se estableció una oficina de detección de huellas dactilares en la urbe, para la cual una subteniente recibió capacitación especializada. Bután se convirtió en miembro de Interpol el 19 de septiembre de 2005; desde entonces, la organización internacional ha mantenido una Oficina Central Nacional en la sede de la policía de Timbu.
Un jefe de policía, asistido de un subjefe, dirige la Policía Real bajo el control del Ministerio del Interior y Asuntos Culturales. La capital alberga su sede, que se divide en tres ramas directamente dependientes del jefe de policía. La organización agrupa los distritos en «rangos», que están bajo el control administrativo de oficiales. Un distrito cuenta con varias comisarías, puestos de avanzada y puestos de control; el oficial de más alto rango generalmente se designa como supervisor de esa área en particular. El distrito de Timbu y la ciudad pertenecen al rango I. Los reclutas reciben instrucción en los centros de formación policial de Zilnon y Namgyeling en Timbu, Jigmeling en Gelephu y Tashigatshel en Chukha.

## Sanidad
Los servicios básicos de salud proporcionan cobertura gratuitamente a todos los ciudadanos de Bután; no hay médicos ni clínicas privadas. Los turistas extranjeros que necesitan atención médica también son tratados de forma gratuita. El centro de salud principal en Timbu es el Hospital nacional de referencia. La «medicina tradicional» también está en auge y se creó el Instituto de Medicina Tradicional en la ciudad para promover esta cura medicinal a base de hierbas, que se practica ampliamente en las zonas rurales del país.

### Hospital nacional de referencia

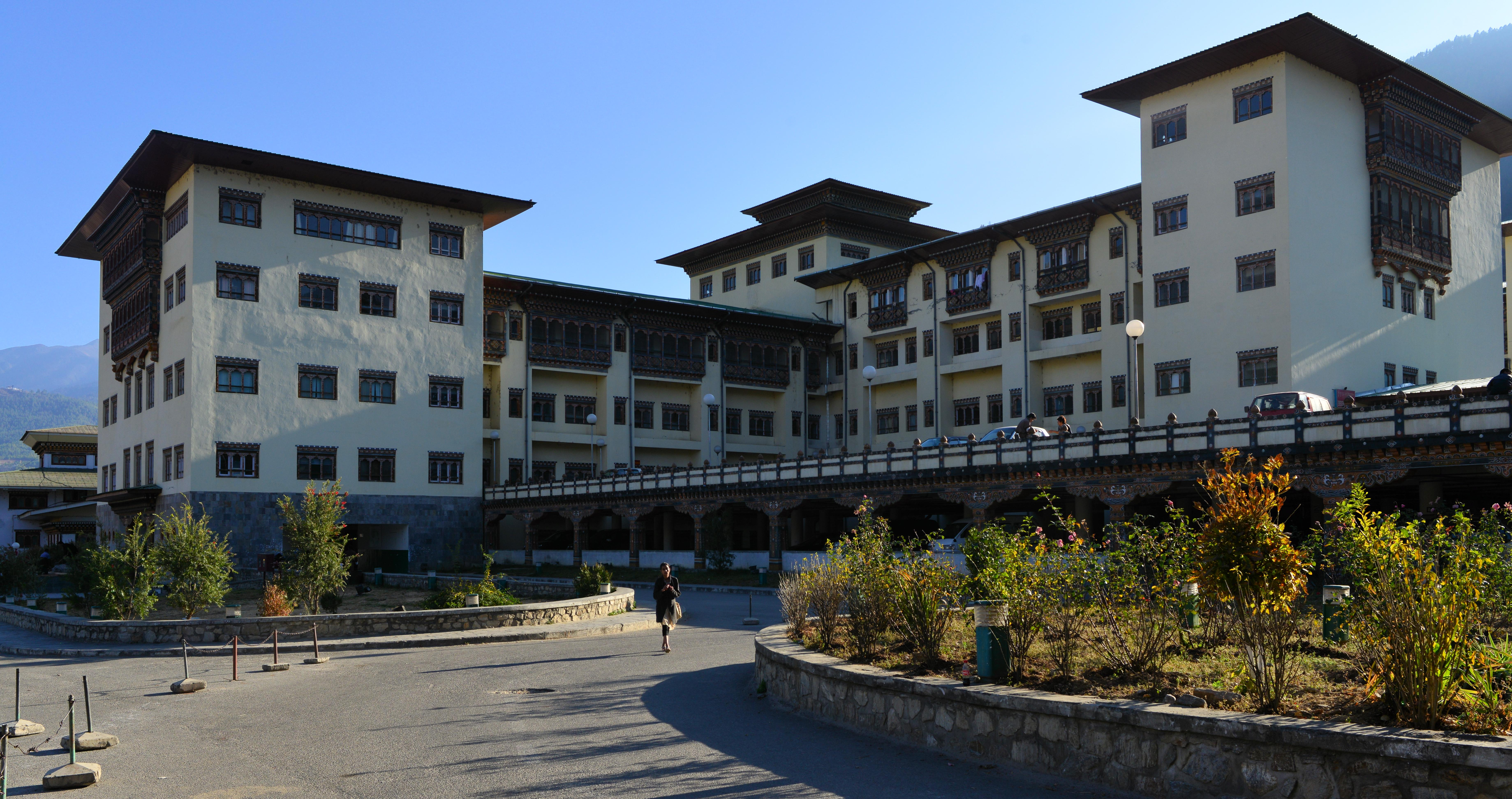
Edificio principal del hospital nacional de referencia.

El Hospital nacional de referencia de Timbu se estableció en 1972 y es el principal hospital de Bután. Este brinda tratamiento médico básico gratuito, así como cirugías avanzadas y servicios de emergencia a ciudadanos de todo el país. El hospital cuenta con instalaciones de equipos de diagnóstico por tomografía computarizada y resonancia magnética y servicios de laboratorio. La institución se trata de uno de los cinco centros de servicios médicos de Timbu: los otros son dos hospitales indios (hospital DANTAK en Simtokha y hospital IMTRAT en la ciudad principal), la BHU en Dechencholing y la Clínica de Extensión en Motithang.

### Instituto de Medicina Tradicional
El Instituto de Medicina Tradicional se creó en 1979 con la ayuda de la Organización Mundial de la Salud para desarrollar y popularizar la medicina herbal de Bután, que ha sido utilizada por la población rural del país durante muchos siglos. El Instituto está ubicado en un promontorio en una colina sobre la ciudad y es una estructura de madera construida siguiendo el estilo de una casa señorial. La medicina butanesa ha sido influenciada por la medicina tradicional tibetana y también por algunos aspectos de la medicina india, en particular los «Tres humos de bilis, viento y flema» que «dictan el estado de nuestra salud física y espiritual». El Instituto está atendido por científicos que afirman que han desarrollado «una mezcla de cinco hierbas que podrían poseer poderes espermogeníticos» (una especie de viagra herbal), que se está probando antes de su desarrollo y distribución sobre una base comercial. Se teoriza que la principal hierba utilizada es Cordyceps sinensis (hongo de la oruga), cuyos brotes productivos están disponibles en las colinas de Bután.

## Cultura
La cultura de Bután se refleja en la ciudad capital: la literatura, la religión, las costumbres y el código de vestimenta nacional, las prácticas monásticas, la música, la danza y los medios de comunicación. De este modo, la modernidad se ha combinado sin sacrificar el espíritu budista tradicional.

### Literatura
La literatura antigua de Bután se conserva en la Biblioteca Nacional. La escritura utilizada en la tradición butanesa es conocida como jo yig y fue desarrollada en el siglo XVI. El proceso de impresión de estos libros en papel hecho a mano y su encuadernación son elementos de exhibición en la Biblioteca Nacional. La literatura moderna todavía está evolucionando y una gran cantidad de escritores utilizan el inglés; en su mayoría redactan historias breves y colecciones de cuentos populares de Bután.

#### Biblioteca Nacional de Bután

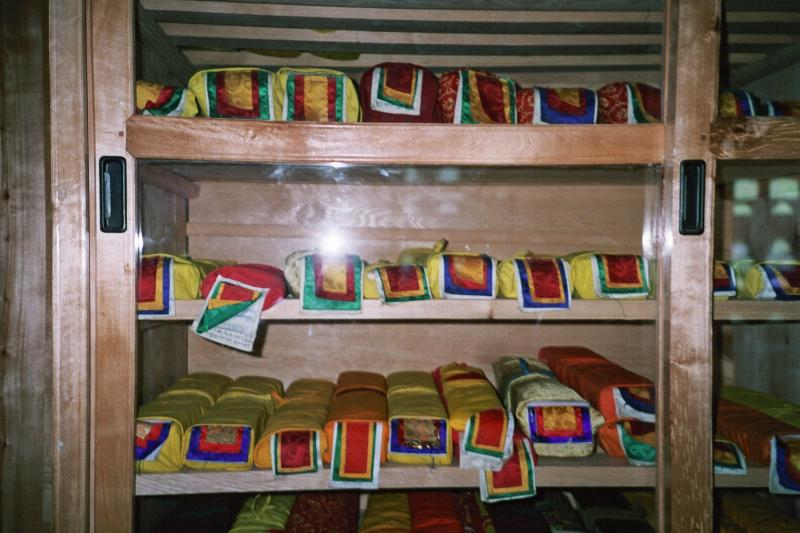
El interior de la Biblioteca Nacional.

Establecida en 1967 y construida al estilo de un templo tradicional, la Biblioteca Nacional alberga muchos textos antiguos en dzongkha y tibetano. Se ha planeado como «un importante depósito de escrituras y un centro de investigación dedicado a la preservación y promoción del legado literario, cultural y religioso» de Bután. El edificio presenta un nivel destacado de ornamentación y es un exponente de la arquitectura butanesa. En la planta baja de esta estructura, entre las colecciones más relevantes, hay un libro que, según se informa, es el más pesado del mundo con 59 kilogramos. Este es conocido como «Bután: una odisea visual en el último reino del Himalaya». Aquí también se conservan libros tradicionales y manuscritos históricos redactados en estilo tibetano, en papel hecho a mano encuadernado entre capas de madera y atados entre sí. La biblioteca alberga una antigua imprenta que se utilizó para imprimir libros y banderas de oración. A su vez, la institución exhibe un modelo de la arquitectura chörten y del dzong Punakha.

### Música

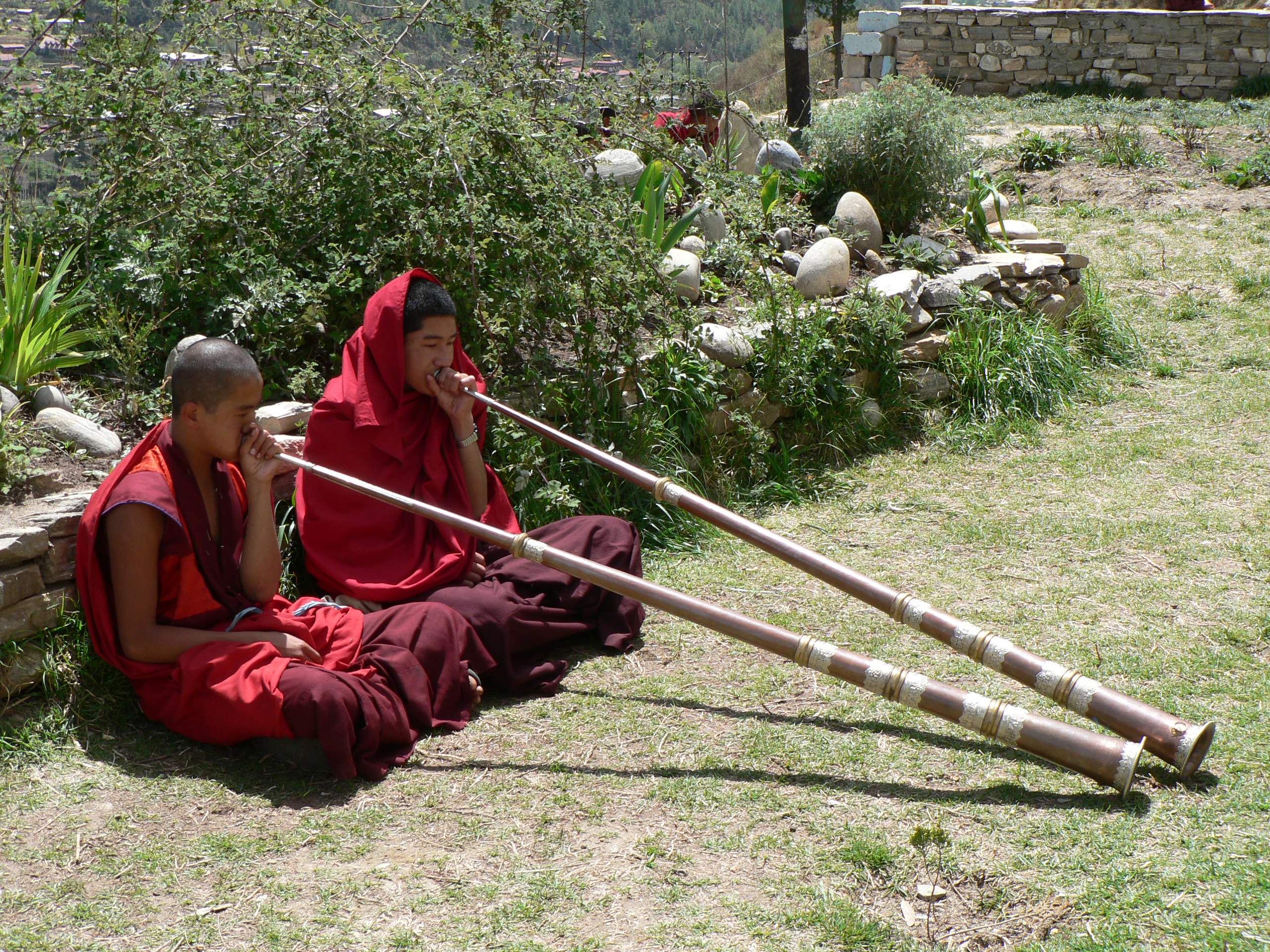
Monjes en el monasterio Dechen Phrodrang.

La música de Bután presenta géneros tradicionales como zhungdra y boedra, y la influencia del budismo Drukpa y la música budista en la cultura del país es importante: muchas canciones populares y estilos de canto se derivan de la música Drukpa. En el siglo XVII, durante el reinado del Shabdrung Ngawang Namgyal (1594-1652) tuvo lugar un florecimiento de la música y la danza folclórica, como el cham. Los instrumentos que datan de esta época incluyen el lingm (flauta), el dramyin (laúd), el chiwang (violín) y el ynagchen, un instrumento hecho de madera hueca con 72 cuerdas que «se golpean con dos palos de bambú». La música Rigsar se ha vuelto popular en Timbu y Bután y se interpreta mediante piano eléctrico y sintetizador: consiste en una fusión de melodías tradicionales de Bután y el Tíbet, y también está influenciada por la música hindi. Los álbumes de música son producidos por cantantes masculinos y femeninos butaneses populares, tanto de música Rigsar como también de canciones populares tradicionales y religiosas. Son conocidos cuatro discos de música folclórica religiosa, llamados «Ritos Budistas Tibetanos» y publicados por los monasterios con una grabación cantada por un manip (un asceta viajero), que recuerda la llegada del Shabdrung a Bután en el siglo XVII.
Para promover la música en el país se fundaron dos escuelas en Timbu, la Escuela de Música Kilu y la Escuela de Música Himalaya. La Escuela de Música Kilu, creada en marzo de 2005, es la primera de su tipo en la ciudad, donde a los estudiantes se les enseñan los conceptos básicos, tales como lectura, escritura musical y habilidad auditiva.

### Cinematografía
Son escasas las películas de producción nacional, y la calidad de las cintas se encuentra en una etapa de mejora. Los premios nacionales de cine se entregan en funciones que se celebran en Timbu para fomentar la realización de largometrajes en Bután. La única sala de proyección en la ciudad, la sala de cine Luger, muestra películas en hindi y butanés; ocasionalmente también se proyectan rodajes en inglés o en idiomas extranjeros.

### Festivaltsechu

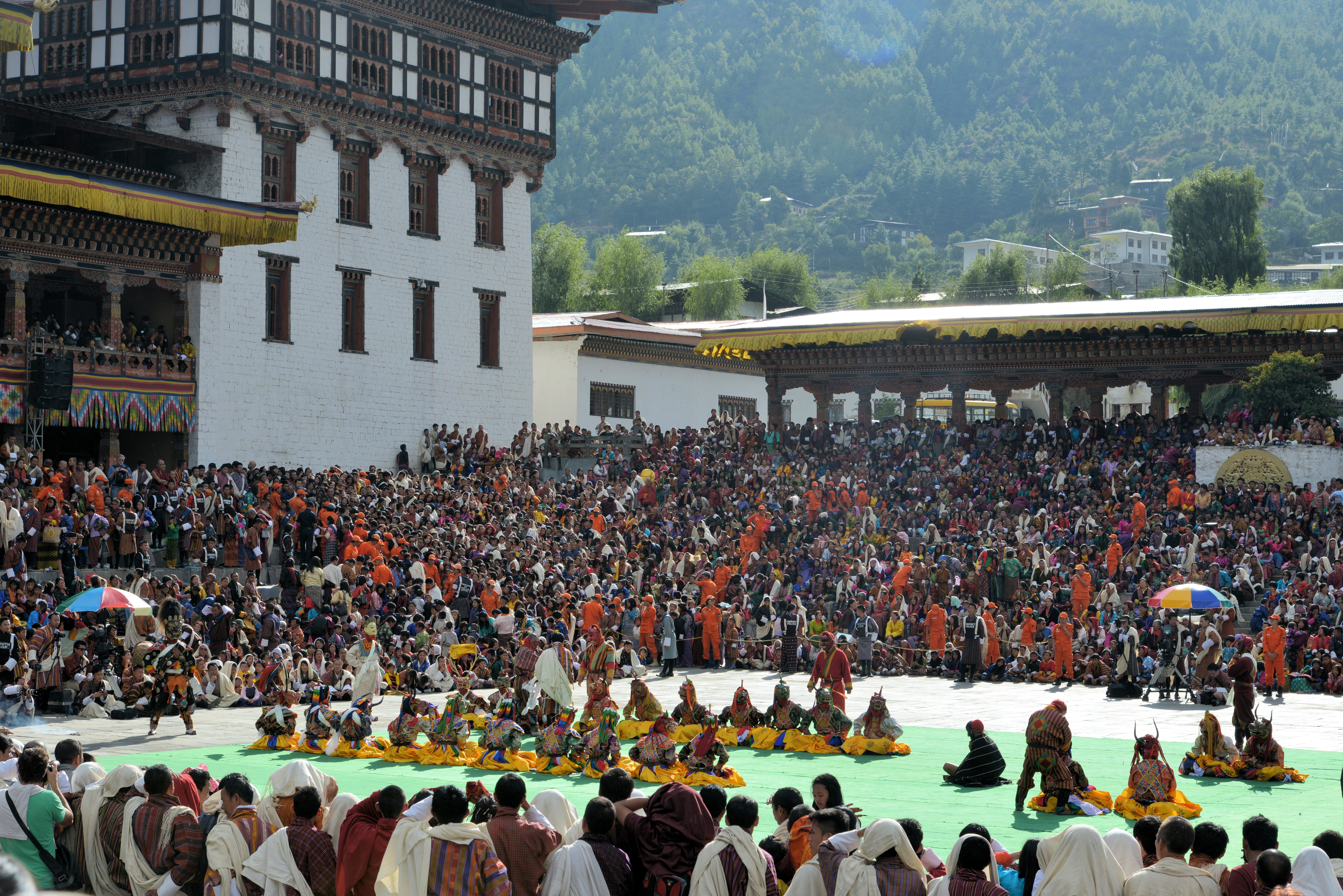
Congregación durante el tsechu.

Las danzas de máscaras, conocidas popularmente como cham, se realizan en los patios del dzong Tashichoe durante el festival tsechu de cuatro días, que se celebra todos los años durante septiembre u octubre. Se trata de una forma de baile folclórico religioso del budismo Drukpa, que comenzó a celebrarse en 1670. Los tsechu son una serie de danzas realizadas por monjes y grupos de bailarines entrenados para honrar las hazañas de Padmasambhava, mientras que también son eventos sociales en los que la gente se presenta con sus mejores atuendos, con las mujeres especialmente ataviadas con joyas. En cada distrito de Bután se celebran en diferentes fechas; el tsechu de Timbu y el de Paro son los más conocidos. El primero suele contar con la presencia de la familia real, el abad principal de Bután y otros funcionarios gubernamentales. El día de la inauguración y los días finales son importantes, y cada jornada cuenta con un programa fijo. Estos bailes enmascarados con trajes coloridos tratan típicamente historias morales, o bien se basan en incidentes de la vida Padmasambhava y otros santos.

### Arte y artesanía
Las artes y artesanías de Bután representan «el espíritu y la identidad exclusivos del reino del Himalaya» y se definen como arte Zorig Chosum, que significa «trece artes y oficios de Bután». Los productos artísticos que ofrece Timbu y otros lugares en Bután incluyen textiles, pinturas, esculturas, papel, tallas de madera, espadas y artículos de metal, botas, artesanías de bambú, arcos, flechas y joyería.

#### Instituto Nacional de Zorig Chosum
El Instituto Nacional de Zorig Chosum es el centro de educación artística de Bután. Fue fundado por el Gobierno de Bután con el objetivo de preservar la cultura y tradición nacional, además de capacitar a los estudiantes en todas las formas de arte Zorig Chosum. La pintura es el tema de estudio principal del instituto, que ofrece de 4 a 6 años de formación. El plan de capacitación cubre un curso completo de dibujo, pintura, talla de madera, bordado y talla de estatuas, que son típicas producciones de la institución.

#### Museo textil de Bután

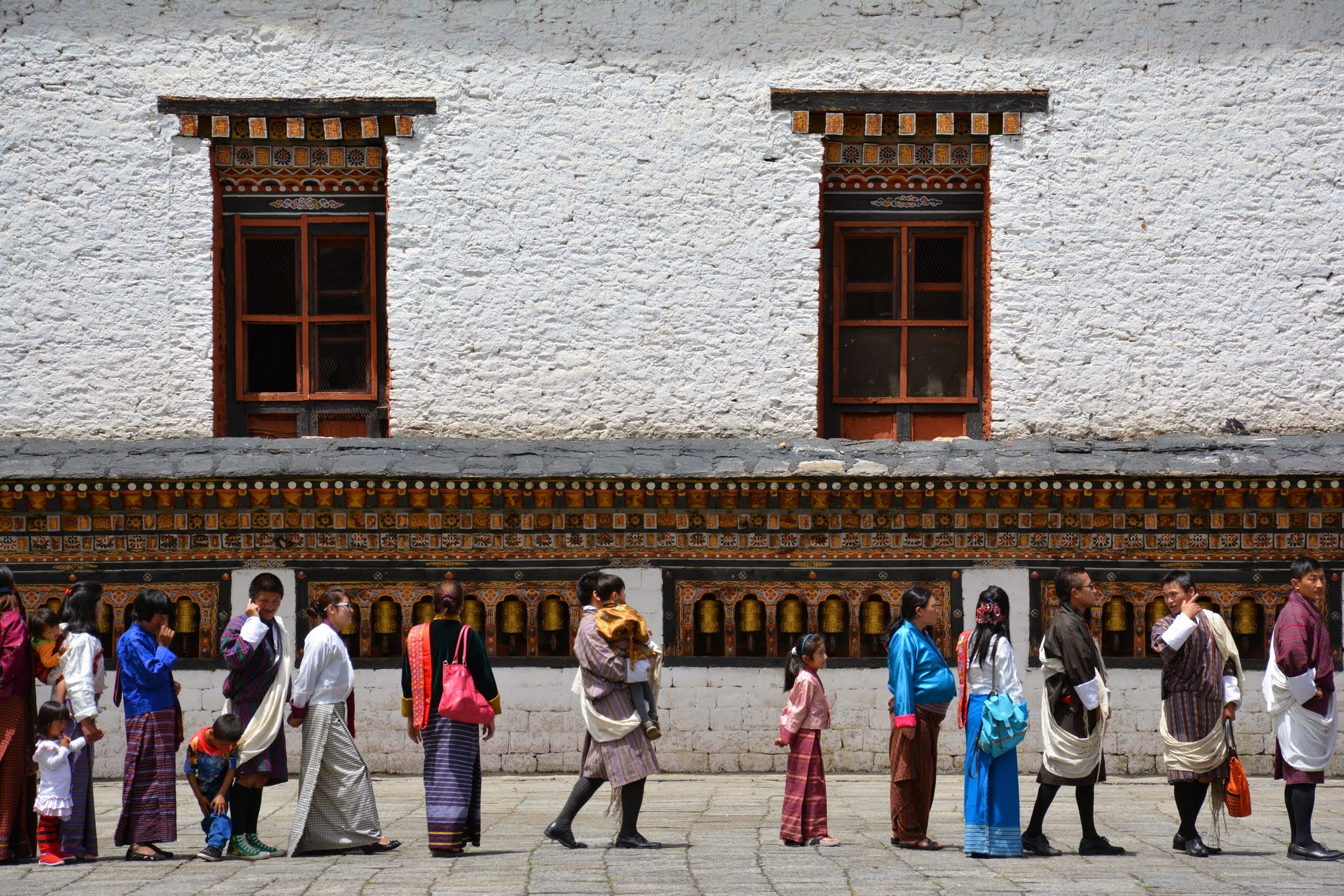
Transeúntes vistiendo la prenda nacional de Bután.

El Museo textil exhibe varios tejidos butaneses extensos, del mismo modo que muestra kiras y ghos coloridos y poco comunes. Ambas prendas son la vestimenta tradicional de Bután: el kira para mujeres y el gho para hombres.

## Educación
Antes de 1960, la educación se limitaba a las enseñanzas monásticas de instituciones religiosas, a excepción de unas pocas personas privilegiadas que iban a Darjeeling para recibir una educación de tipo occidental. Las escuelas son mixtas y la instrucción del dzongkha es un requisito. La educación no es obligatoria, pero la enseñanza escolar es prácticamente gratuita.
La Real Universidad de Bután, fundada en 2003, incluye varias facultades, como el Instituto de Estudios de Lengua y Cultura, que imparte formación a estudiantes de pregrado en la lengua, la cultura y las tradiciones nacionales de Bután en el dzong Simtokha. Los estudiantes que se gradúan de esta escuela se convierten principalmente en profesores de dzongkha.

## Transporte

### Aéreo

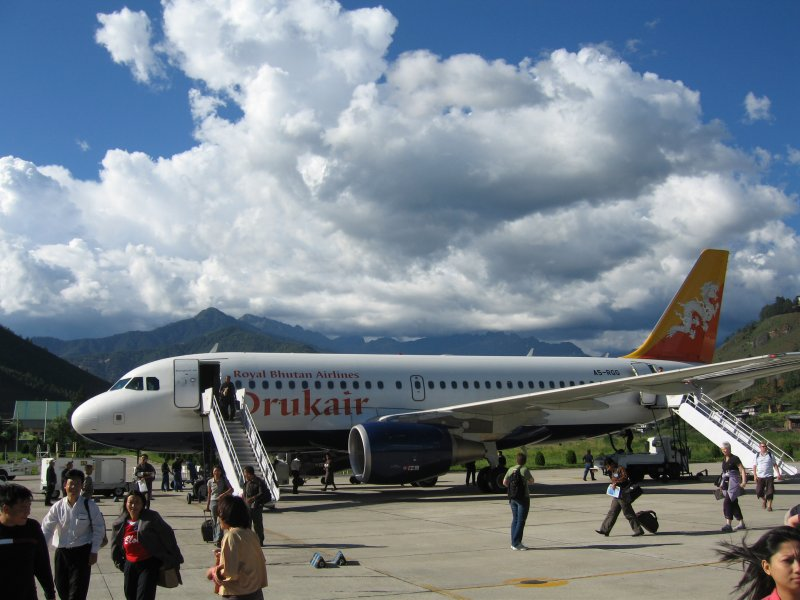
Airbus A319 de la compañía butanesa Druk Air en el Aeropuerto Internacional de Paro.

El aeropuerto más cercano es el único internacional de Bután, el aeropuerto de Paro, que está a unos 54 kilómetros de distancia por carretera. Druk Air contaba con su sede en Timbu, pero en su lugar ubicaron una sucursal. Esta compañía es una de las dos únicas aerolíneas que vuelan a Bután y que se encargan de conectar al país con el exterior, lo cual también apoya el turismo receptor y los mercados de exportación emergentes.

### Terrestre
El trazado y la disposición de las carreteras de la ciudad vienen dictados por su topografía; la mayoría de las carreteras principales, generalmente anchas, están alineadas en dirección norte-sur, paralelas al río. La arteria más importante es Norzin Lam y los caminos secundarios serpentean a lo largo de las laderas de las colinas que conducen a zonas residenciales. Los senderos también están trazados con acceso a las áreas comerciales y al río Wang. El punto de entrada a la capital se encuentra en un lugar estrecho desde el sur atravesado por un puente de madera, mientras que al sur de este se halla la carretera a Paro, Punakha, Wangdue Phodrang, Trongsa y otros pueblos al norte y al este. La construcción de la autopista ha tenido un notable impacto en el desarrollo urbano: cambió los valores de la tierra, disminuyó los costos de transporte y aumentó las oportunidades de crecimiento potencial en la parte meridional del valle.
Bhutan Transport Corporation opera un servicio regular de autobús desde Siliguri (que junto con la cercana estación de New Jalpaiguri son las líneas de ferrocarril más cercanas) en la India. Se necesitan unas cuatro horas para llegar a Phuntsholing; desde allí, los autobuses viajan a Timbu todos los días, mientras que otra posibilidad consiste en alquilar taxis.
El control del tráfico en la red de carreteras carece de semáforos. Las autoridades locales habían instalado un juego de luces, pero antes de que entraran en funcionamiento, las retiraron. En lugar de semáforos, la ciudad cuenta con policía de tránsito, que dirige el tráfico que se aproxima con movimientos de brazos y manos. Los servicios de autobuses urbanos también operan diariamente en la capital.

## Deportes

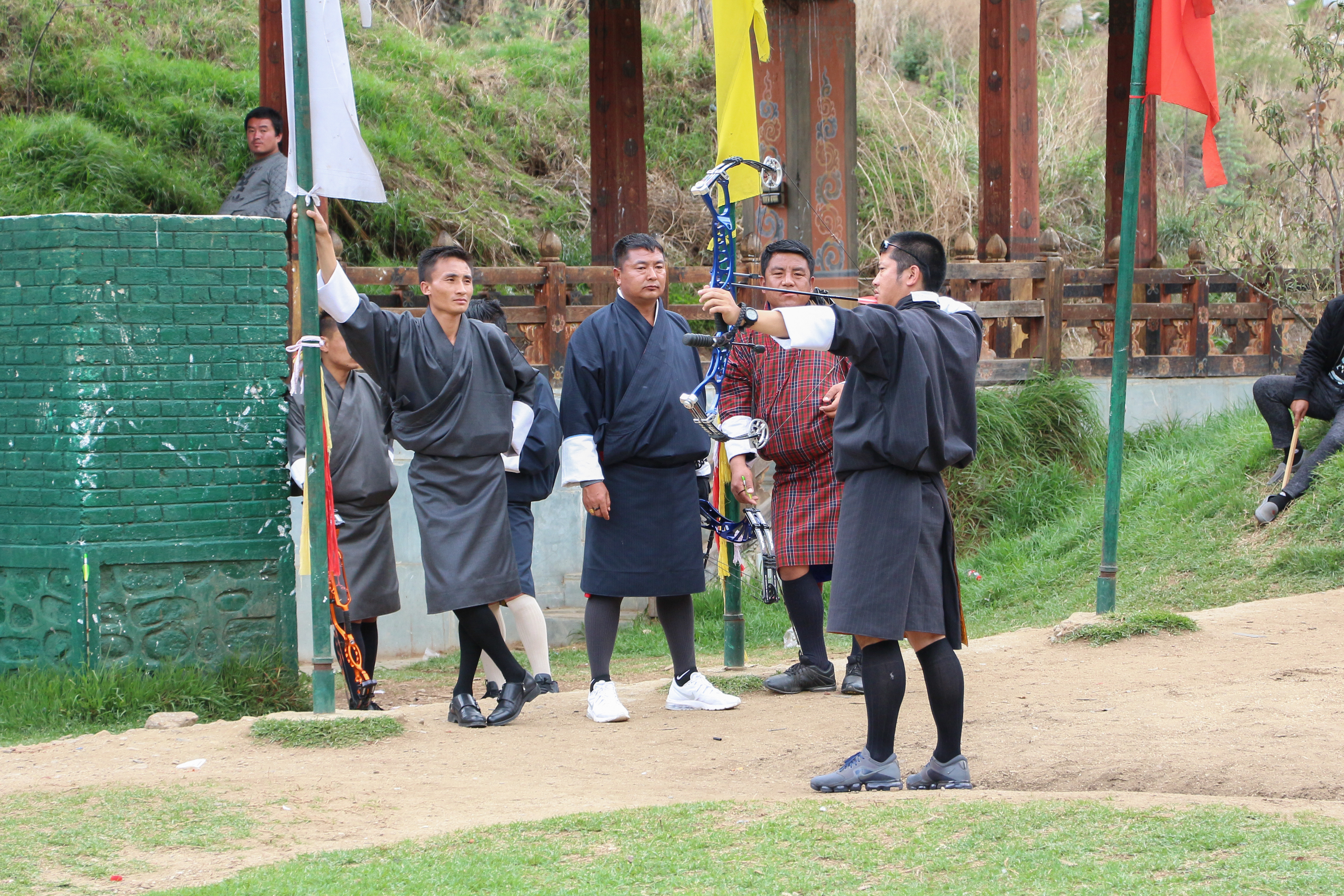
Competición de tiro con arco.

El Comité Olímpico de Bután fue creado en noviembre de 1983 con el monarca butanés como su presidente y con sede en Timbu. Tras este reconocimiento, Bután participó por primera vez en los Juegos Olímpicos de 1984 celebrados en Los Ángeles cuando tres hombres y tres mujeres arqueros representaron al reino. Desde ese año, arqueros masculinos y femeninos han representado al país, los cuales solo han participado en tiro con arco y no han competido en los Juegos de Invierno.
El tiro con arco (datse) es el deporte nacional de Bután: se practica con arcos y flechas tradicionales y también mediante técnicas modernas en el Estadio de Tiro con Arco y Deportes de Changlimithang. El tiro con arco es fundamental para la identidad cultural de la nación y, como resultado, todos los torneos se inician con una ceremonia. Las mujeres acuden a presenciar los deportes con sus mejores atuendos coloridos y animan, mientras que los hombres se colocan cerca del objetivo para burlarse de los jugadores que no logren acertar. Los objetivos están espaciados a intervalos de 145 metros. Los equipos ganadores de los torneos lo celebran con sus seguidores cantando y ejecutando una serie de bailes.
Muchos deportes modernos también se juegan en el estadio nacional, como el fútbol, baloncesto, golf, Kwon do, squash, golf y críquet. Timbu cuenta con 12 equipos de críquet y dos pequeños campos de golf; en 1971 el rey Jigme Dorji Wangchuck fundó uno de ellos (ubicado entre el dzong Tashichoe y la Biblioteca Nacional), el Royal Thimphu Golf Course.

### Estadio Changlimithang

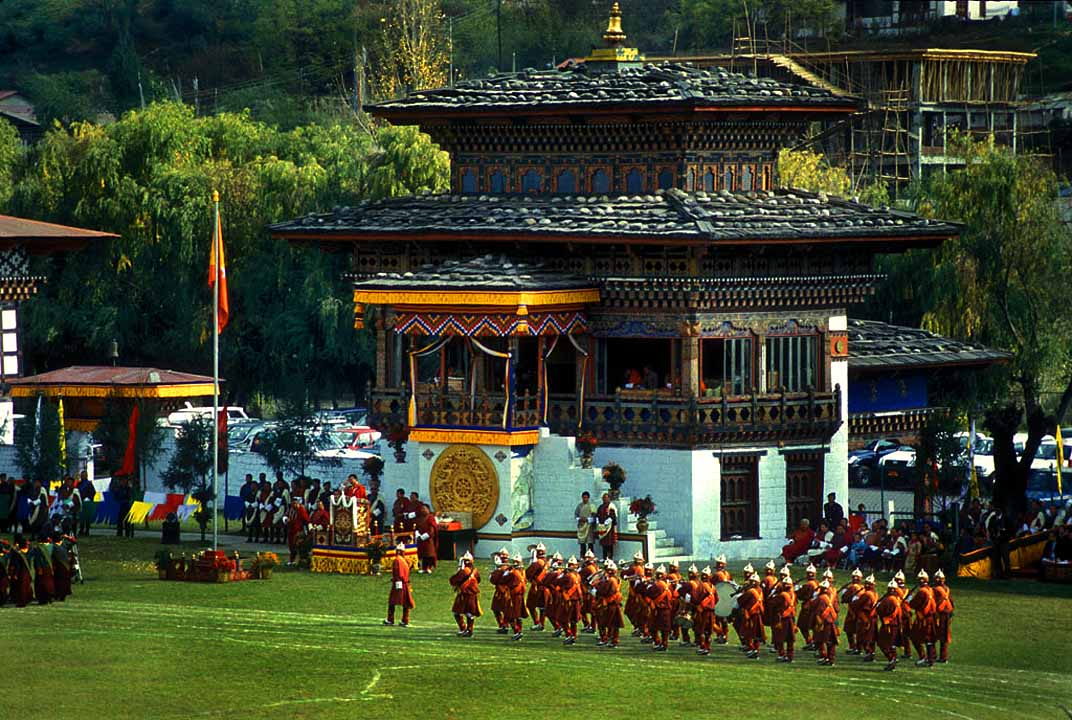
Estadio Changlimithang durante un desfile.

El Estadio Changlimithang, que cubre un área de aproximadamente 11 hectáreas, fue construido en 1974 para celebrar la coronación del cuarto Druk Gyalpo, el rey Jigme Singye Wangchuck. Tenía una capacidad para 10 000 espectadores hasta 2007, cuando fue renovado para albergar 25 000 personas con motivo del centenario de la dinastía Wangchuck en Bután y por las celebraciones de la coronación de Jigme Khesar Namgyal Wangchuck. La historia del terreno de Changlimithang se remonta a la batalla de 1885, que estableció la supremacía política de Ugyen Wangchuck, el primer monarca del país. Junto al estadio principal, que se utiliza para deportes polivalentes y otras funciones, se encuentran el recinto de fútbol, la cancha de crícket y el campo de tiro con arco, donde se celebran numerosos torneos con arcos compuestos importados y arcos de bambú tradicionales. En el lugar se filmó una película documental conocida como La otra final, basada en un partido de fútbol especial organizado por la FIFA que se jugó entre el 202.º clasificado, Bután, y el 203.º clasificado, Montserrat (de 203 en todo el mundo).